# Kladno
Kladno (německy Kladen) je statutární město v okrese Kladno ve Středočeském kraji. S přibližně 70 tisíci obyvateli je to 12. největší město České republiky a největší město, které není krajské. Je známo pro svou těžbu černého uhlí i výrobu oceli v minulosti a výchovu hokejistů.

## Historie

### Poddanské městečko

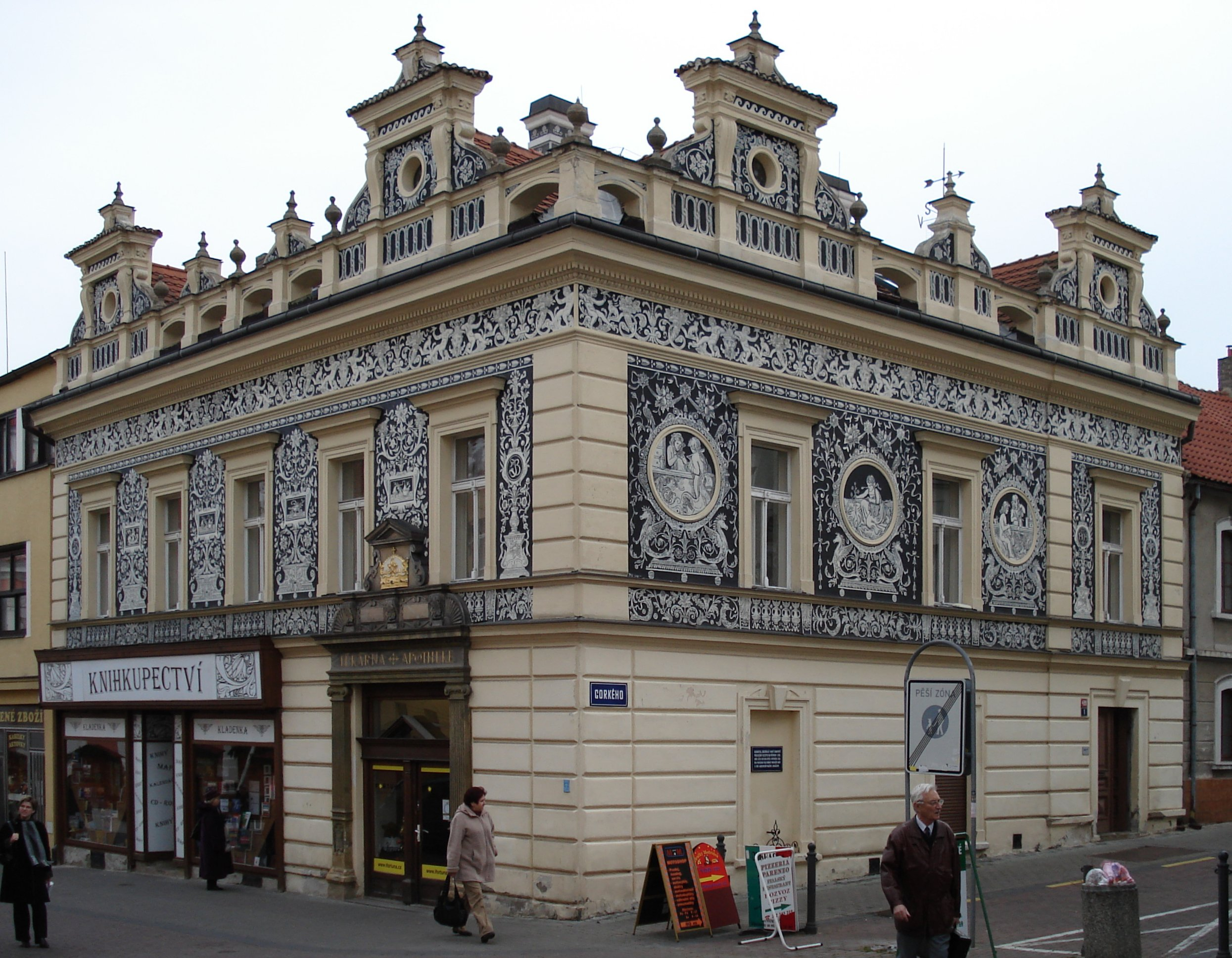
Neorenesanční budova bývalé lékárny na třídě T. G. M. se sgrafity podle návrhu Mikoláše Alše

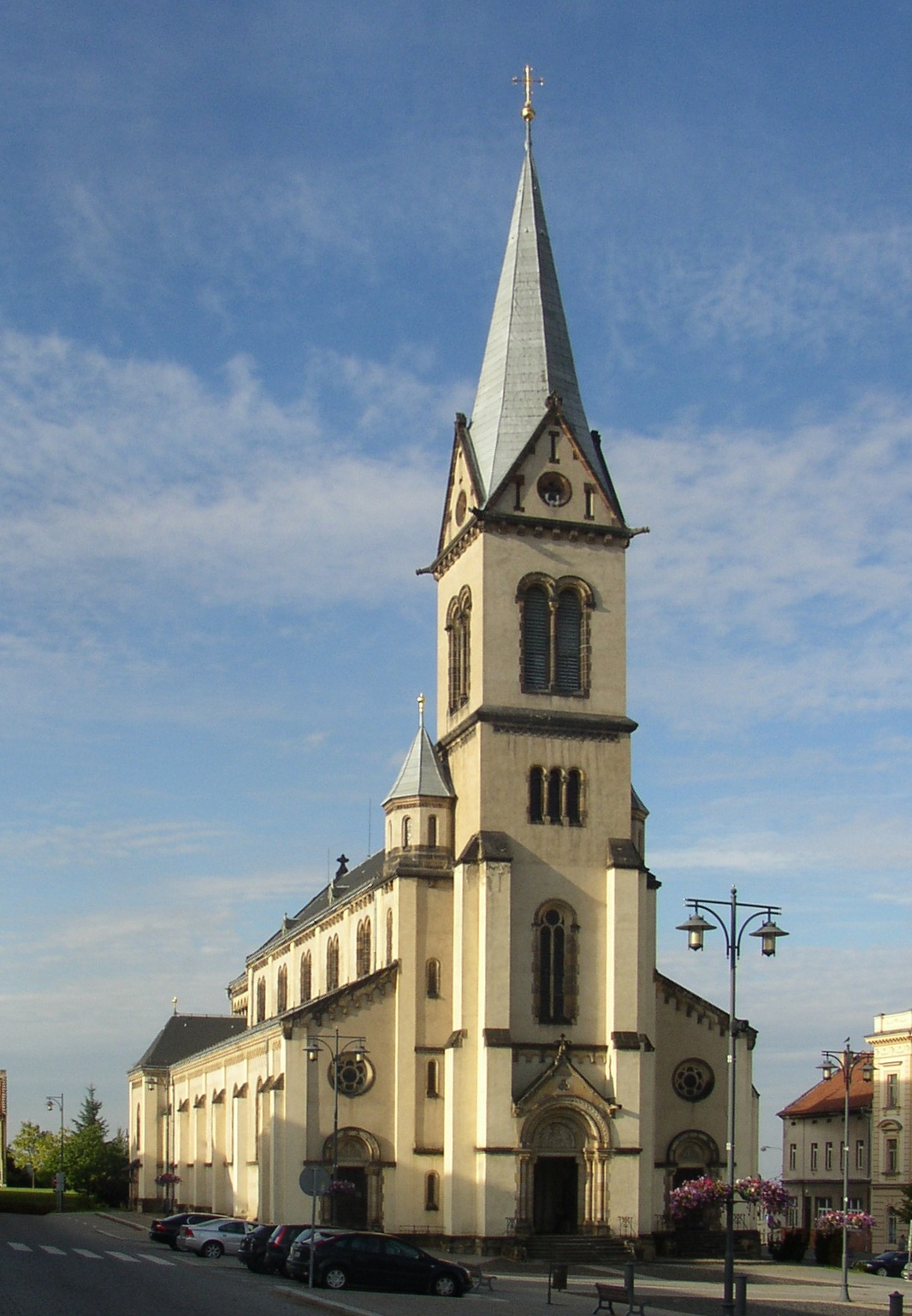
Novorománský kostel Nanebevzetí Panny Marie na náměstí Starosty Pavla, ústředním prostranství Kladna

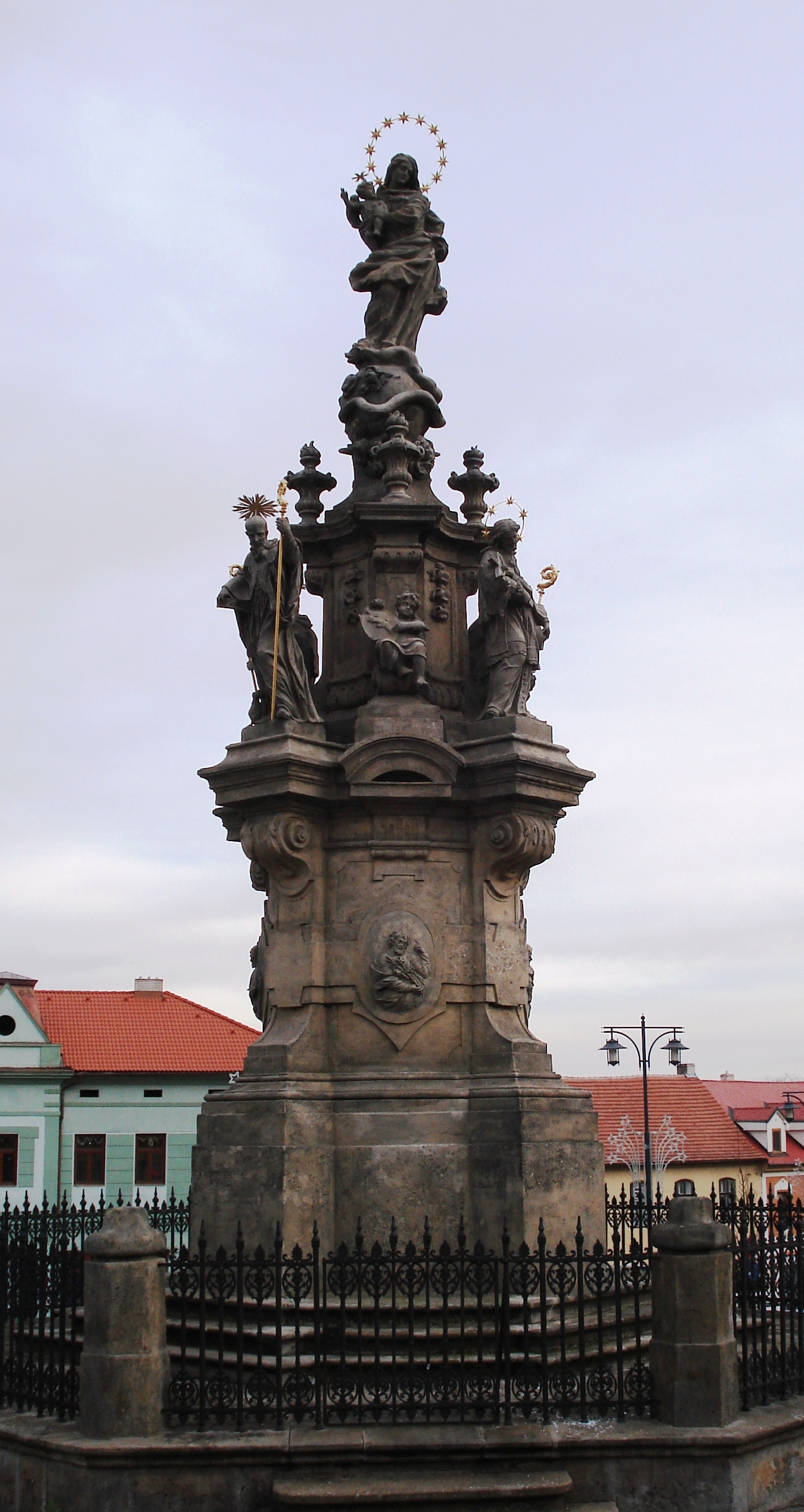
Mariánský sloup na náměstí Starosty Pavla. Dílo sochaře Karla Josefa Hiernleho a architekta Kiliána Ignáce Dientzenhofera z roku 1741

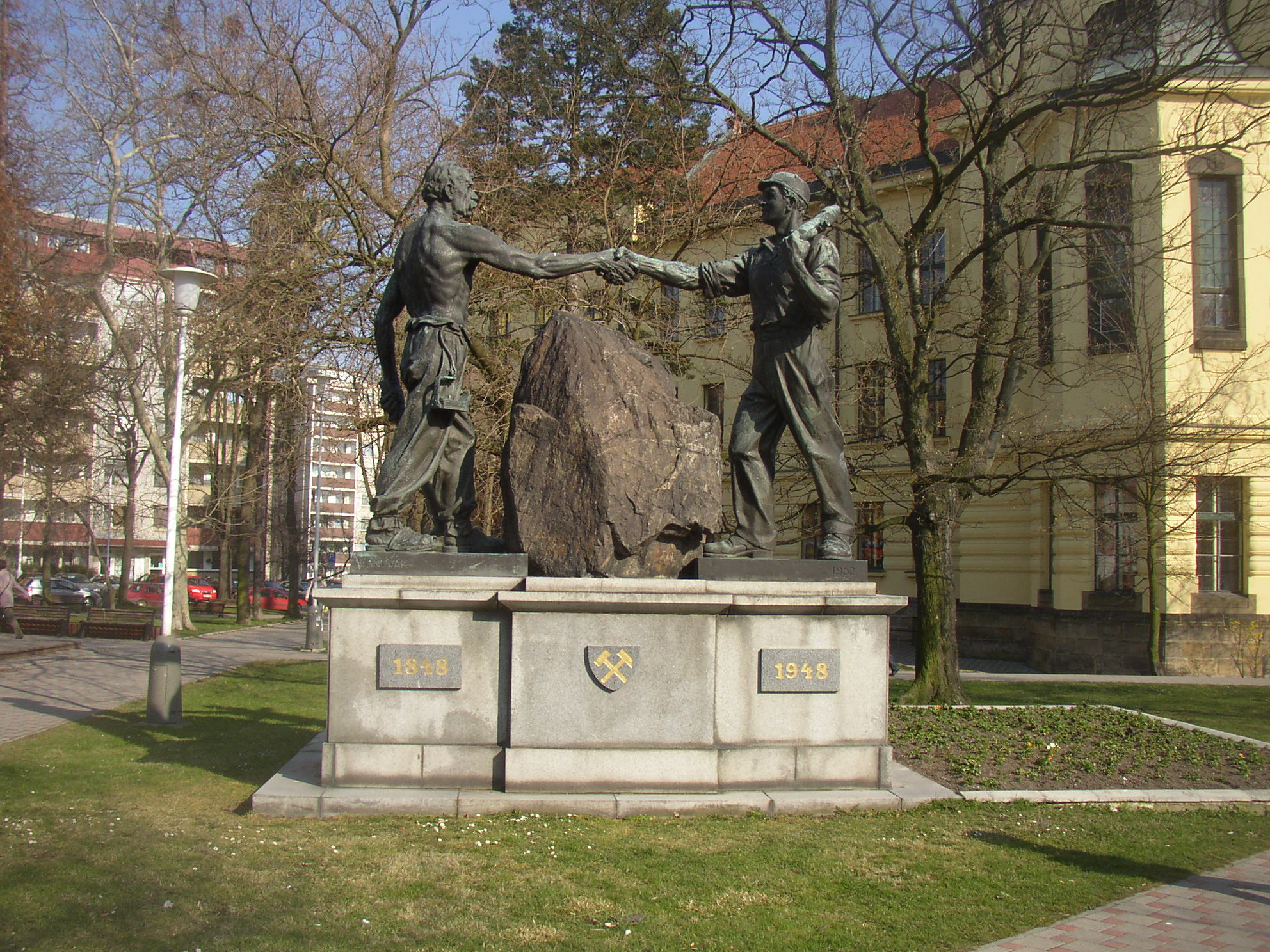
Sousoší Hornictví s Váňovým kamenem v parčíku u gymnázia na náměstí Edvarda Beneše. Tzv. Váňův kámen z roku 1854, připomínající první naražení uhlí na (tehdejším) území města Kladna Janem Váňou (1846) byl roku 1954 doplněn sousoším Hornictví od akademického sochaře Ladislava Nováka

Poprvé se Kladno zmiňuje v zemských deskách roku 1318. Název města Kladno je podle Antonína Profouse odvozen od slova kláda. Po několik staletí byla ves Kladno v majetku rozvětveného rytířského rodu Kladenských z Kladna, kteří na území města měli tři tvrze: Dolní tvrz poblíž dnešní hlavní pošty, Horní tvrz a tzv. Vlaškovu tvrz na Ostrovci ve směru na Rozdělov.
Posledním příslušníkem hlavní linie rodu Kladenských byl rytíř Zdeněk Kladenský z Kladna (kol. 1450–1543), který poměrně velké panství odkázal (původně čtyřem) potomkům svého zesnulého synovce Oldřicha Žďárského ze Žďáru (1481–1542). Poněvadž však jeden z těchto prasynovců (Stanislav) zemřel (podobně jako otec Oldřich) ještě před Zdeňkem Kladenským, stali se nakonec vlastními dědici kladenského panství tři Oldřichovi pozůstalí synové, kterými byli: Jan starší (1502–1578), Jiří (1517–1574) a Zdeněk (1519 – asi 1557) Žďárští ze Žďáru.
Nový rod vlastníků přišel do středních Čech v první polovině 15. století ze západočeského Doupovska, kde obýval tvrz a poté zámek Žďár u Doupova. I v 16. století a v 17. století uchovávala kladenská větev Žďárských s Doupovskem četné (rodové i majetkové) kontakty. Výše zmínění tři bratři Žďárští drželi Kladno zprvu společně, nakonec ale statek rozdělili a vlastní Kladensko získal roku 1548 nejmladší Zdeněk a po jeho smrti 1557 jeho starší bratr Jiří.
Nový majitel Kladna – Jiří Žďárský ze Žďáru (1517–1574) zůstal společně se sourozenci katolíkem, byl dobrým hospodářem a kladenské panství rozšířil. Vedle toho byl vlivným dvořanem Ferdinanda I. I proto se mu podařilo získat povýšení Kladna na městečko. Panovníkovým privilegiem o povýšení ze dne 22. prosince 1561 dostalo Kladno mj. právo samosprávy, právo pořádat dva výroční osmidenní trhy (23. dubna a 14. září), pořádat jeden týdenní trh a městečku byl udělen i znak. V polceném štítě se ocitla polovina stříbrné orlice pocházející z erbu vrchnosti – tj. rodu Žďárských – a do druhé poloviny byl umístěn rys v přirozených barvách. Ten snad měl připomínat zvířenu ve zdejších, původně hlubokých, lesích a zároveň i upozorňovat na tyto rozsáhlé lesy.
Horní tvrz se za Žďárských dočkala honosné přestavby na středně velký výstavný renesanční zámek (1566), který se stal pro středočeskou (neboli též katolickou) linii Žďárských ze Žďáru hlavní rodovou rezidencí. Samotné městečko bylo opevněno nepříliš kvalitními hradbami. Těm dominovaly tři věžové brány, které spolu se zámkem, starším gotickým kostelem Nanebevzetí Panny Marie, sousední samostatnou zvonicí a s pozdější radnicí a kaplí svatého Floriána tvořily siluetu městečka až do první poloviny 19. století. Zmíněné stavební podniky pak byly výrazem snah rodu Žďárských přebudovat Kladno na důstojnou rodovou rezidenci, která by byla hodna jejich společenského postavení a nemalého bohatství.
I Jiříkův synovec a od roku 1574 dědic Kladna (syn Jiřího bratra Jana staršího) rytíř Ctibor Tiburcí Žďárský ze Žďáru (1545–1615) byl úspěšným hospodářem a hodnostářem (zemský soudce, hejtman Menšího města Pražského, purkrabí karlštejnský) a český místodržící císaře Matyáše. Za jeho vlády prožívalo Kladno další vzestup. Ctibor Tiburcí zbudoval ve městě školu a spolu s chotí Sibylou Hradišťskou z Hořovic zřídil špitál (v sousedství dnešní Floriánské kaple) a chudobinec. Kromě toho založil ve městě roku 1586 společný cech řemeslníků, a i jinak podporoval hospodářství na svých panstvích.
Po smrti Ctibora Tiburcího (roku 1615) přešlo panství na jeho jediného syna Jana Jiřího Žďárského ze Žďáru a na Kladně (asi 1581–1626). Ten se na rozdíl od předků v politice příliš neangažoval a žil ponejvíce na zámcích v Kladně, v Červeném Újezdě či v rodovém domě v Praze.
Druhá polovina 16. století byla pro Kladno příznivá. Městečko bylo sice malé (čítalo jen něco přes třicet domů), ale bylo sídlem rozsáhlého dominia Žďárských, sahajícího především východním a jihovýchodním směrem na přípražské Červenoújezdecko (tj. u Hostivice), které rodině taktéž patřilo. Ač katolíci, připojil za českého stavovského povstání roku 1619 kladenský pán Jan Jiří Žďárský ze Žďáru (asi 1581–1626) i jeho „synovec“ (syn jeho bratrance Jana ml. Žďárského ze Žďáru a na Tachlovicích (kol. 1566–1598)) a dědic kladenského a červenoújezdeckého velkostatku Florián Jetřich Žďárský (1598–1653) svůj podpis pod stavovskou konfederaci. Zároveň se však Florián Jetřich na jaře roku 1620 oženil v Pasově s Alžbětou Koronou Bořitovou z Martinic (asi 1603/4-1649), dcerou jednoho z nejvlivnějších představitelů císařské strany Jaroslava Bořity z Martinic, pána na sousedním Smečně.
V době českého stavovského povstání postihlo Kladno velké neštěstí. V předvečer bitvy na Bílé hoře, dne 7. listopadu 1620, bylo městečko vydrancováno polskými kozáky v císařských službách, tzv. Lisovčíky. Ti tehdy táhli s císařským vojskem od Rakovníka ku Praze. Tam se druhý den císařské jednotky střetly se stavovskými v bitvě na Bílé hoře. Při přepadu zanikl i archiv ostrovsko-svatojánského kláštera benediktinů, který si tamější opat Martin Bytomský na bytelném kladenském zámku u svého katolického souseda uschoval, tak i část rodového archivu rytířů Žďárských.
Po porážce stavů byly rytíři Floriánu Jetřichovi Žďárskému ze Žďáru i jeho příbuznému kladenskému pánu Janu Jiřímu Žďárskému dřívější poklesky prominuty. Naopak oba byli roku 1622 povýšeni do panského stavu a začali užívat titul baronů s predikátem) ze Žďáru. V roce 1626 zdědil Kladno po Janu Jiřím pan Florián Jetřich. Ten stoupal v hodnostech a v oblibě u panovnického dvora a už dva roky po převzetí Kladna (roku 1628) byl císařem Ferdinandem II. povýšen do říšského hraběcího stavu a roku 1631 se stal dokonce velkým palatinem, tj. zástupcem císaře v některých jeho panovnických právech. Roku 1630 Ferdinand II. potvrdil, na popud hraběte Floriána Jetřicha ze Žďáru, kladenské městské radě výsady a rozmnožil počet výročních trhů na tři.
Florián Jetřich (spolu s chotí Alžbětou Koronou Bořitovou z Martinic) dal roku 1623 zbudovat v oboře Hájku u Unhoště loretánskou kapli (jednu z prvních v Čechách), jako poděkování za narození syna Františka Adama Eusebia. Když se roku 1623 či 1624 vytouženého potomka dočkali, nemohli tušit, že František Adam Eusebius druhý říšský hrabě ze Žďáru zemře roku 1670 bezdětný a odkáže rozsáhlé kladensko-červenoújezdecké dominium, zahrnující 42 vesnic, vedlejší luteránské větvi rodu Žďárských. Ta žila po prohraném stavovském povstání po roce 1621 pod poněmčeným jménem Sahrer von Sahr v Sasku. Zesnulý hrabě František Adam Eusebius převzetí dominia podmínil i tím, že němečtí Žďárští (tj. Sahrerové) přestoupí na katolickou víru a opět se usadí v Čechách. Saské příbuzenstvo ale nakonec podmínku odmítlo a po dlouhých letech sporů bylo smlouvou z roku 1688 vyplaceno slušnou částkou 53 000 zlatých. Původní kladensko-červenoújezdecké panství bylo následně rozděleno mezi pět (doposud žijících) sester zesnulého hraběte Františka Adama Eusebia.
Kladno, Kročehlavy, Újezd pod Kladnem, Dubí, Hnidousy, Motyčín a další získala Marie Maxmiliána Eva Terezie hraběnka ze Žďáru (1633–1690), provdaná baronka Slavatová z Chlumu a Košumberka a podruhé (od roku 1656) Hýzrlová z Chodů. Hraběnka na Kladně nesídlila a kladenské panství spolu se zámkem upadalo, což pokračovalo i za jejich nástupců.
Po hraběnčině smrti († 1690) její dědicové – tj. její vnoučata z rodu hrabat z Lambergu – upadající panství roku 1701 obratem prodali za 132 000 zlatých Anně Marii Františce velkovévodkyni toskánské (1672–1741). Tato choť posledního velkovévody z rodu di Medici, Giana Gastona, byla majitelkou velkých severočeských panství a rozsáhlého sousedního buštěhradského velkostatku, ke kterému chtěla kladenské panství připojit. Ani v jejím držení Kladno nezůstalo dlouho, neboť velkovévodkyně nutně potřebovala hotové peníze. Proto dne 18. července 1705 kladenské panství prodala benediktinům z břevnovsko-broumovského opatství.
Za břevnovských opatů Otmara Zinckeho a Benno Löbla se Kladno opět pozvedlo. Především Benno Löbl ve spolupráci s věhlasným českým architektem Kiliánem Ignácem Dientzenhoferem vtiskli městu barokní tvář, jejíž pozůstatky jsou patrné dodnes. Byl radikálně přestavěn a zmenšen zchátralý zámek, starší raně barokní Floriánská kaple přestavěna v elegantní (vrcholně barokní) dvouvěžovou centrálu s kupolí a na náměstí bylo vztyčeno velkolepé mariánské sousoší.
Během válek o rakouské dědictví se v letech 1741 a 1742 břevnovští benediktinští mniši opakovaně uchylovali před vojenskými akcemi z exponovaného břevnovského kláštera do Kladna, které bylo stále odlehlé a skryté v lesích. Roku 1780 nechal opat Stephan Rautenstrauch založit dvě nové osady – Štěpánov u Kročehlav a Rozdělov, ležící západně od Kladna. Noví osadníci byli povoláni z německy hovořícího Broumovska. Kladno prosperovalo, ale i na prahu 19. století bylo jen malým bezvýznamným městečkem na řídce osídleném zemědělském venkově; když je roku 1814 postihl požár, mělo jen kolem 650 obyvatel.

### Průmyslové město

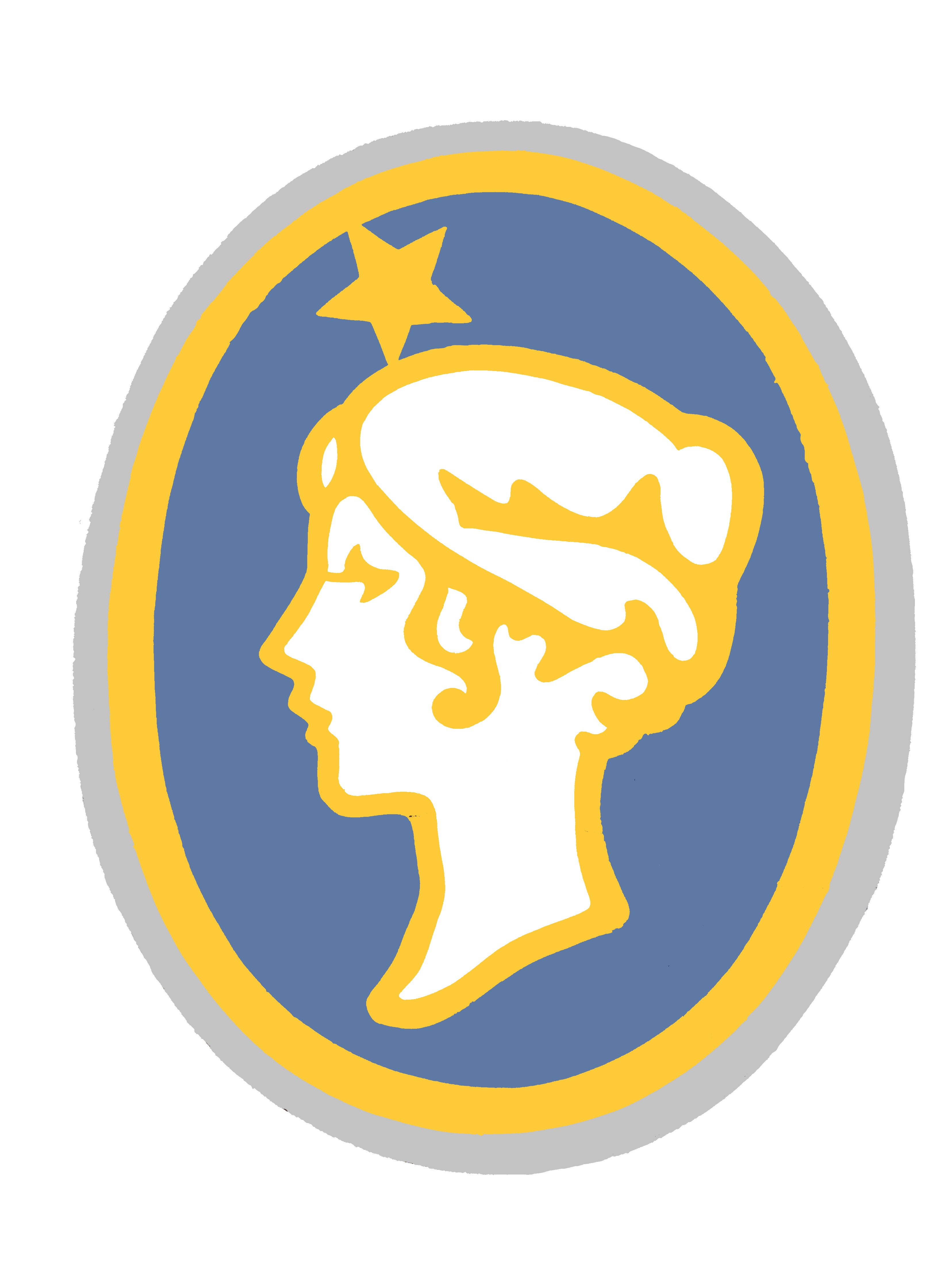
Logu Hutí Poldi dala tvář manželka továrníka Leopoldine Wittgenstein

Už roku 1830 byla na Kladně uvedena do provozu koněspřežná železnice, určená tehdy hlavně pro převoz dřeva. Vedla z Brusky (dnes Praha-Dejvice) na Vejhybku (dnes Kladno-Výhybka). Šlo o druhou veřejnou železnici na evropské pevnině.[zdroj⁠?!] Poklidný život zemědělského městečka změnil objev uhelných ložisek. Prvním vyhloubeným dolem byla šachta Kateřina-Josefa (1846–1847). Jáma byla založena v místech, kde Jan Váňa poprvé nalezl uhelnou sloj. V krátké době byly po sobě vyhloubeny doly Amálie (1857–1896), Bresson (1868–1901), Engerth (1868–1945), František (1848–1896), Herget (1870–1890), Kübeck (1842–1997), Layer (1848–1889), Průhon (1857–1893), Thienfeld (1849–1914) a Zippe (1857–1858). Roku 1850 byl otevřen důl Lucerna. Na přelomu 19. a 20. století se však hornictví v Kladně a okolí dostalo do krize a prakticky všechny doly byly v letech 1892–1905 uzavřeny. Výjimkou byl důl Enghert, kde se těžilo do roku 1945, a důl Kübeck, kde byla těžba ukončena v roce 1997. Během několika desetiletí se z ryze hornického města stalo město hutnické. Podnikatelské aktivity rytíře Vojtěcha Lanny (1805–1866) a bratrů Kleinových vedly k myšlence založení hutí v Kladně. První huť se na nazývala Vojtěšská a byla zprovozněna v roce 1855. V roce 1889 byl založen Karlem Wittgensteinem (1847–1913), tehdejším ředitelem Vojtěšské hutě, další podnik ocelárny Poldi. Kladno se tak stalo jedním z průmyslových center Čech a rychle rostlo počtem obyvatel, rozlohou i významem. Mimořádný rozkvět města, pramenící z ekonomických úspěchů velkých podniků, se projevil i ve správní oblasti. Bezvýznamné městečko bylo v roce 1898 povýšeno na královské horní město, a byl i upraven dosavadní znak města. Od tohoto roku bylo nad hlavy obou heraldických zvířat vloženo zkřížené želízko a mlátek stříbrné barvy se zlatou stužkou. Postavení města bylo posíleno i dalšími správními změnami v rakousko–uherské monarchii. Původně bylo Kladno součástí politického okresu Smíchov. V roce 1893 se stalo sídlem okresního hejtmanství pro Kladno a Unhošť. Pro nově vybudovaný úřad byla vystavěna budova (1893–1894). První radnice byla v budově čp. 11. V této budově sídlila do roku 1877, kdy byl úřad přestěhován do budovy, která stála v místech dnešní radnice. Současná radniční budova byla projektována architektem Janem Vejrychem. Do dějin města se ve funkci starosty nesmazatelně zapsal Dr. Jaroslav Hruška (1847–1930), který se zasadil o zřízení městské spořitelny. Spořitelna byla otevřena 6. února 1899 v budově radnice a od počátku se soustředila na drobné střadatele. Městská spořitelna v roce 1911 zakoupila na náměstí dvě parcely, na jejichž místě vyrostla budova architekta Jaroslava Maříka. Stavba byla dokončena v roce 1913 jako menší dvouposchoďová budova. Dodnes se působivě na náměstí vypíná oplechovaná věž, zdůrazňující vstup do budovy.
Průmyslový rozvoj celé oblasti přilákal do Kladna mnoho řemeslníků i obchodníků. Vedle tradičních řemesel, jako byli krejčí, obuvníci, obchodníci s potravinami, se zde usadili i výrobci hudebních nástrojů. Jeden z nejvýznamnějších byl Alois Bittner (1880–1950), který byl výrobcem houslí. V dílně Jindřicha Zazvonila, vznikaly zase kvalitní dechové nástroje. Byly zde i tiskaři a nakladatelé. Nejvýznamnějším byl Jaroslav Šnajdr (1872–1941). V meziválečném období zde působila likérka Gustava Pellyho, který za svůj likér Diblík získal mnohá ocenění na výstavách v Praze, Bruselu a Londýně.
Velmi aktivní zde bylo dělnické hnutí, docházelo zde ke stávkám a demonstracím a Kladno se také stalo jedním z ohnisek českého komunistického hnutí. V roce 1900 zde dvakrát na pozvání studentského spolku přednášel (5. července 1900 o Významu mistra Jana Husa) Tomáš Garrigue Masaryk. Jeho socha, již jako prezidenta Osvoboditele, také stanula v čele legionářského pomníku v době První republiky. Prezident do města zajížděl i na svých vyjížďkách z lánského zámku.
V období druhé světové války se Kladno jako průmyslové město dostalo do zorného úhlu německé válečné ekonomiky. Do závodů byli dosazeni spolehliví němečtí odborníci, kteří se sem přestěhovali s rodinami. Správní úřady dostaly za úkol nové obyvatele nejen ubytovat, ale vytvořit jim zde nový domov. Na katastrálním území Kročehlav bylo naplánováno vzorné německé město. Sídliště se začalo budovat a již 12. října 1942 bylo prvních padesát bytů ve dvojdomcích a trojdomcích předáno do užívání zaměstnancům Poldi. Do roku 1945 zde bylo vystavěno několik ulic těchto domků. 
Poválečná výstavba se rozběhla v roce 1947, kdy začaly vznikat první sídliště. Pro stavbu byl vybrán volný prostor v západní části města a sídliště se stalo propojovací zástavbou mezi vlastním městem a nově připojenou čtvrtí Rozdělovem. V roce 1951 získalo sídliště definitivní název Sídliště Vítězného února. Ojedinělým projektem z konce padesátých let 20. století je obytný dům na náměstí Edvarda Beneše (čp. 3000,3001). V jejím přízemí byla kavárna Styl. Největší sídliště pro pracující kladenských závodů vzniklo v několika etapách ve východní části Kročehlav směrem k Praze. V devadesátých letech 20. století Kladno zkrásnělo a jeho tvář omládla. Zmizely vybydlené domy na hlavní třídě a opravily se fasády. Původně Nové náměstí (dnes náměstí Svobody) se od počátku 20. století stalo dalším přirozeným centrem města.
Hutnictví a těžký průmysl také znamenal poškození zdejšího životního prostředí, avšak ocele Poldi se staly v této době světoznámými. 
Po pádu socialismu byl zdejší průmysl poškozen neúspěšnou privatizací. Vladimír Stehlík, který skrze svou firmu Bohemia Art většinu ocelárny převzal, měl podnik stabilizovat, aby se stal znovu konkurenceschopný. Během několika let se však za podezřelých okolností dostal podnik ke krachu, což znamenalo ukončení řady provozů a rozdělení firmy. Město se s ekologickými i ekonomickými následky tohoto případu potýkalo ještě do nedávné minulosti, avšak dnes se Kladno stabilizovalo a žádné větší problémy zde již nejsou. Od roku 2000 je Kladno statutárním městem.

## Přírodní poměry
Kladno se nachází třicet kilometrů severozápadně od Prahy v Kladenské tabuli, která představuje západní část Pražské plošiny, na rozhraní s Křivoklátskou vrchovinou. Jižní a západní část města se nachází na poměrně rovinatém území, které tvoří rozvodí mezi Vltavou a Berounkou. Směrem k severovýchodu se odtud začíná zahlubovat několik mělkých údolí. Ve městě nejsou žádné větší vodní toky, pouze několik potoků. Nejvýznamnějším je Dřetovický potok, jenž se z několika větví, které pramení pod vlakovou zastávkou Kladno-město, v Sítenském údolí, nad bývalým pivovarem a v lese Dlouhé Boroviny, stéká na území Dubí. Dalšími potoky, které patří do povodí Vltavy, jsou Týnecký potok (pramen v katastrálním území Motyčín) a Lidický (pramen v katastrálním území Kročehlavy). Do povodí Berounky přísluší potok Rozdělovský. Rozvodí vede přibližně oblastí ulic Doberská a Vašíčkova.
Kladno je téměř celé obklopeno lesy – k městu zasahují okraje Křivoklátska a Džbánu. Na většině území města a v jeho severním až západním okolí jsou hluboko uložená ložiska černého uhlí karbonského stáří, dnes zčásti vytěžená. Krajina je místy poznamenána stopami těžební a průmyslové činnosti uplynulých dvou století, k nimž patří zarůstající haldy důlní hlušiny a železárenské strusky.
Kladno zaujímá rozlohu 36,96 km² (z toho 12,75 km² představují lesy). Centrum (náměstí Starosty Pavla) se nachází v nadmořské výšce 381 metrů. Nejvyšším místem je kóta v lese na jižním okraji města (434 metrů), nejnižším bodem je místo, kde Dřetovický potok za Vrapicemi opouští území města (283 metrů).

### Chráněná území
Ve Vrapickém lese na východním okraji Kladna se nalézá přírodní památka Žraločí zuby. Přírodní park Džbán zasahuje do severozápadní části města. Pozoruhodné jsou revitalizované mokřady na Týneckém potoce v lokalitě Vodního parku Čabárna. Jedná se o soustavu rybníků, která tvoří přírodní ekosystém. V roce 1998 byl park prohlášen za významný krajinný prvek, jehož území je hojně navštěvované v rámci environmentální výchovy nebo prostého pobytu v přírodě.

## Obyvatelstvo
Podle sčítání 1921 zde žilo v 1 828 domech 19 111 obyvatel, z nichž bylo 9 944 žen. 18 289 obyvatel se hlásilo k československé národnosti, 551 k německé a 7 k židovské. Žilo zde 10 877 římských katolíků, 315 evangelíků, 523 příslušníků Církve československé husitské a 257 židů. Podle sčítání 1930 zde žilo v 2 391 domech 20 751 obyvatel. 19 705 obyvatel se hlásilo k československé národnosti a 789 k německé. Žilo zde 11 981 římských katolíků, 492 evangelíků, 1702 příslušníků Církve československé husitské a 210 židů.
| Rok            | 1869   | 1880   | 1890   | 1900   | 1910   | 1921   | 1930   | 1950   | 1961   | 1970   | 1980   | 1991   | 2001   | 2011   | 2021   |
| -------------- | ------ | ------ | ------ | ------ | ------ | ------ | ------ | ------ | ------ | ------ | ------ | ------ | ------ | ------ | ------ |
| Počet obyvatel | 16 421 | 23 863 | 32 079 | 42 521 | 49 668 | 48 941 | 51 249 | 50 470 | 55 919 | 63 076 | 71 141 | 71 753 | 71 132 | 68 103 | 67 756 |
| Počet domů     | 1 280  | 2 019  | 2 518  | 3 293  | 4 070  | 4 655  | 6 389  | 7 663  | 8 173  | 8 021  | 7 720  | 7 917  | 7 798  | 8 256  | 8 659  |

| Rok            | 1869   | 1880   | 1890   | 1900   | 1910   | 1921   | 1930   | 1950   | 1961   | 1970   | 1980   | 1991   | 2001   | 2011   |
| -------------- | ------ | ------ | ------ | ------ | ------ | ------ | ------ | ------ | ------ | ------ | ------ | ------ | ------ | ------ |
| Počet obyvatel | 10 199 | 14 085 | 17 215 | 18 573 | 19 369 | 19 111 | 20 751 | 21 220 | 17 676 | 23 831 | 19 781 | 21 727 | 22 534 | 21 846 |
| Počet domů     | 782    | 1 184  | 1 363  | 1 499  | 1 650  | 1 828  | 2 391  | 2 749  | 6 746  | 2 877  | 2 337  | 2 245  | 2 139  | 2 339  |

Věková struktura obyvatel Kladna roku 2011
Rodinný stav obyvatel Kladna roku 2011
Vzdělání obyvatel Kladna roku 2011

## Rozloha
Kladno je aglomerací celé řady vesnic, které prošly prudkým rozvojem ve druhé polovině 19. století (Kladno, Újezd pod Kladnem, Dubí, Dříň, Vrapice, Kročehlavy, Štěpánov, Rozdělov, Motyčín, Hnidousy)

## Členění města

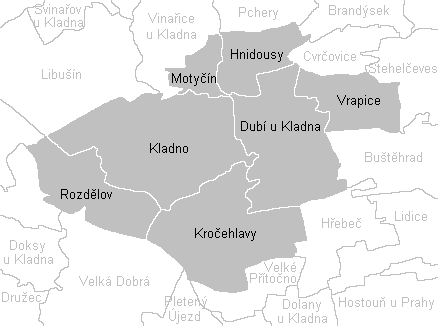
Katastrální území Kladna

Město se v současnosti skládá ze šesti částí a sedmi katastrálních území:
- Kladno (zahrnuje základní sídelní jednotky Kladno-střed, Bresson, Cikánka, Habešovna, Nemocnice, Nové Kladno, Ostrovec, Petra Bezruče, Podprůhon, Rozdělov-jih, Rozdělov-sever, Stará průmyslová zóna-západ, Štěpánka, U zimního stadionu, Západní lesy)[zdroj?]
- Rozdělov (zahrhuje ZSJ Starý Rozdělov, Lapák, Bílé vršky)
- Kročehlavy (ZSJ Staré Kročehlavy, Staré Kročehlavy-sever, Bažantnice, K Přítočnu, Milíř, Nádraží, Norská, Sídliště Sítná, Stará průmyslová zóna-jih, U Bažantnice, U Hvězdy, U Kročehlavského rybníka, U masokombinátu, u Pražské ulice, U rozvodny, U tržnice, Václavské náměstí, Výhybka, Zabitý)
- Dubí – k. ú. Dubí u Kladna (ZSJ Dubí, Újezd, Stará průmyslová zóna-sever, Na vysokém, U Jana, Dříň, Dříň-průmyslový obvod, Dlouhé boroviny)
- Vrapice (ZSJ Vrapice)
- Švermov:
  - k. ú. Motyčín (ZSJ Motyčín)
  - k. ú. Hnidousy (ZSJ Hnidousy, Hnidousy-jih, U dolu Ronna, Za borkem)

Ačkoliv je Kladno statutárním městem, nečlení se na samosprávné městské části ani městské obvody.

### Správní území

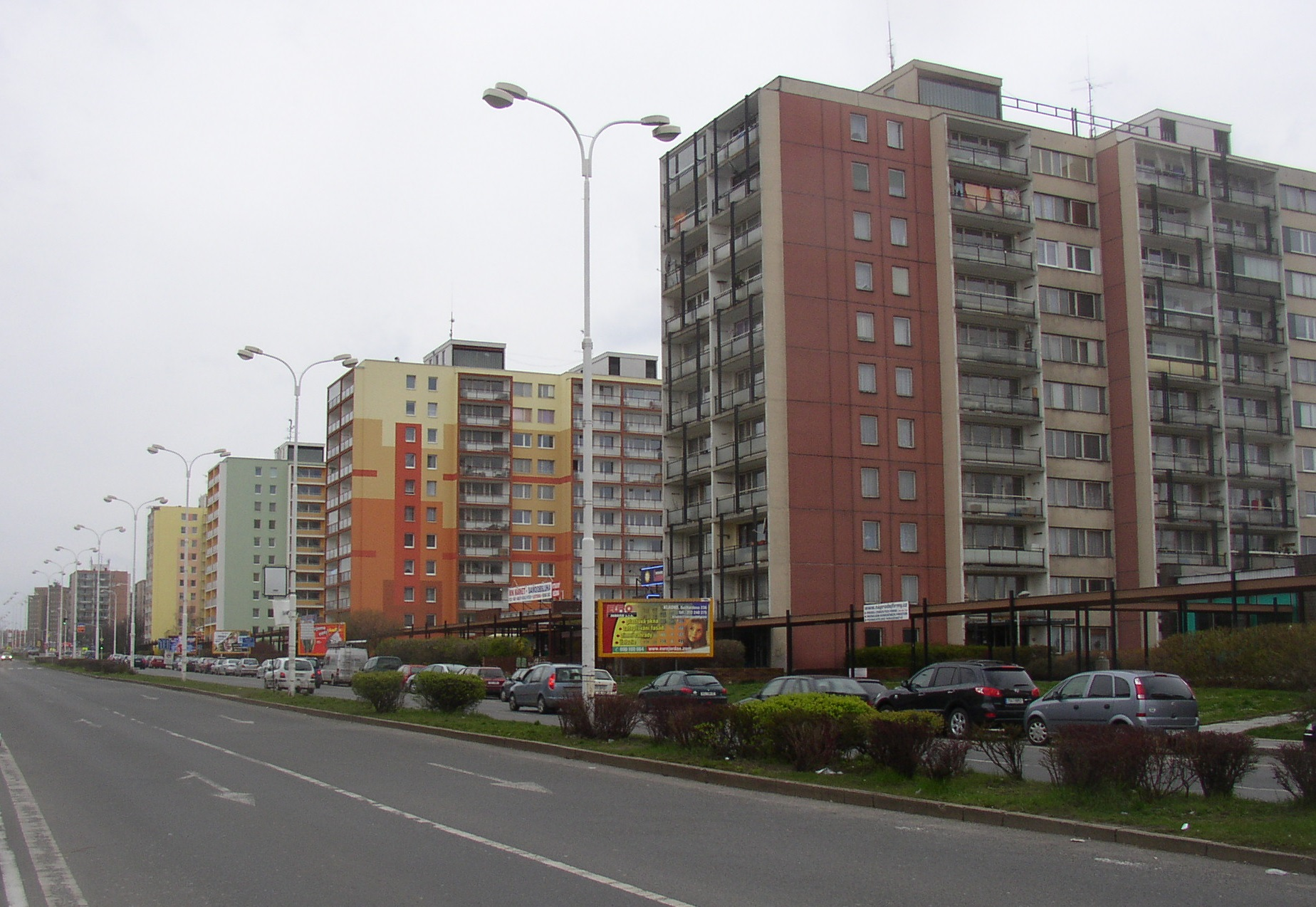
Třída ČSA (Československé armády), jedna z hlavních tepen města, spojující centrum s Rozdělovem. Pohled zjz. směrem na panelovou zástavbu, lemující zmíněnou ulici ze severní strany v úseku od náměstí Svobody k železniční zastávce Kladno-město. Většina domů právě dostala nové různobarevné obložení, původní jednotný vzhled s cihlovým odstínem si ještě uchoval dům v popředí vpravo.

Kladno kromě působnosti statutárního města na svém území je též obcí s rozšířenou působností a pověřeným obecním úřadem. Okres Kladno zahrnuje 100 obcí (správní obvod obce s rozšířenou působností se skládá z 48 obcí), s jeho existencí však dnes již není spjata žádná působnost obecné státní správy. Stále zde přesto působí okresní soud a okresní státní zastupitelství. Specifické postavení ve Středočeském kraji vyplývá z toho, že Kladno je jeho největším městem, krajským městem je však hlavní město Praha, které leží mimo území kraje.

### Územněsprávní začlenění
Dějiny územněsprávního začleňování zahrnují období od roku 1850 do současnosti. V chronologickém přehledu je uvedena územně administrativní příslušnost obce v roce, kdy ke změně došlo:
- 1850: země česká, kraj Praha, politický okres Smíchov, soudní okres Unhošť[11]
- 1855: země česká, kraj Praha, soudní okres Unhošť[11]
- 1868: země česká, politický okres Smíchov, soudní okres Unhošť[11]
- 1878: země česká, politický okres Smíchov, soudní okres Kladno[12]
- 1893: země česká, politický i soudní okres Kladno[13]
- 1939: země česká, Oberlandrat Kladno, politický i soudní okres Kladno[14]
- 1942: země česká, Oberlandrat Praha, politický i soudní okres Kladno[15]
- 1945: země česká, správní i soudní okres Kladno[16]
- 1949: Pražský kraj, okres Kladno[17]
- od 1960: Středočeský kraj, okres Kladno[18]

## Zastupitelstvo a starosta
Primátorem města se stal 21. listopadu 2018 na základě výsledků komunálních voleb konaných ten rok na podzim opět Dan Jiránek z Občanské demokratické strany (ODS) a nahradil tak předchozího primátora, Milana Volfa (za Volbu pro Kladno). Na zasedání zastupitelstva města dne 14. září 2020 pak nečekaně, bez předchozího zařazení do programu, vyvolal jeden ze zastupitelů hlasování o odvolání primátora, které bylo úspěšné a které mělo za následek obměnu osob v radě města a za primátora byl zvolen Milan Volf. Pro primátora hlasovali zastupitelé stran Volba pro Kladno, KSČM a ANO.

## Hospodářství
Pod značkou NKT dnes působí výrobce kabelů Kablo Kladno s historií sahající do roku 1865. Pokračovatelem tradice značky Poldi jsou Strojírny Poldi (hřídele). Na výrobní program někdejší Poldi navazují též Třinecké železárny (sochorová válcovna Dříň), POLDI Hütte (ocelárna, kovárna) a Beznoska (chirurgické nástroje a implantáty).  
V nové průmyslové zóně Kladno-jih, jež vznikla na jižním okraji města, na polích směrem k Velkému Přítočnu, se nachází jeden z největších výrobních závodů dánské hračkářské společnosti Lego a také velká pekárna belgické společnosti La Lorraine. 

## Společnost

### Školství

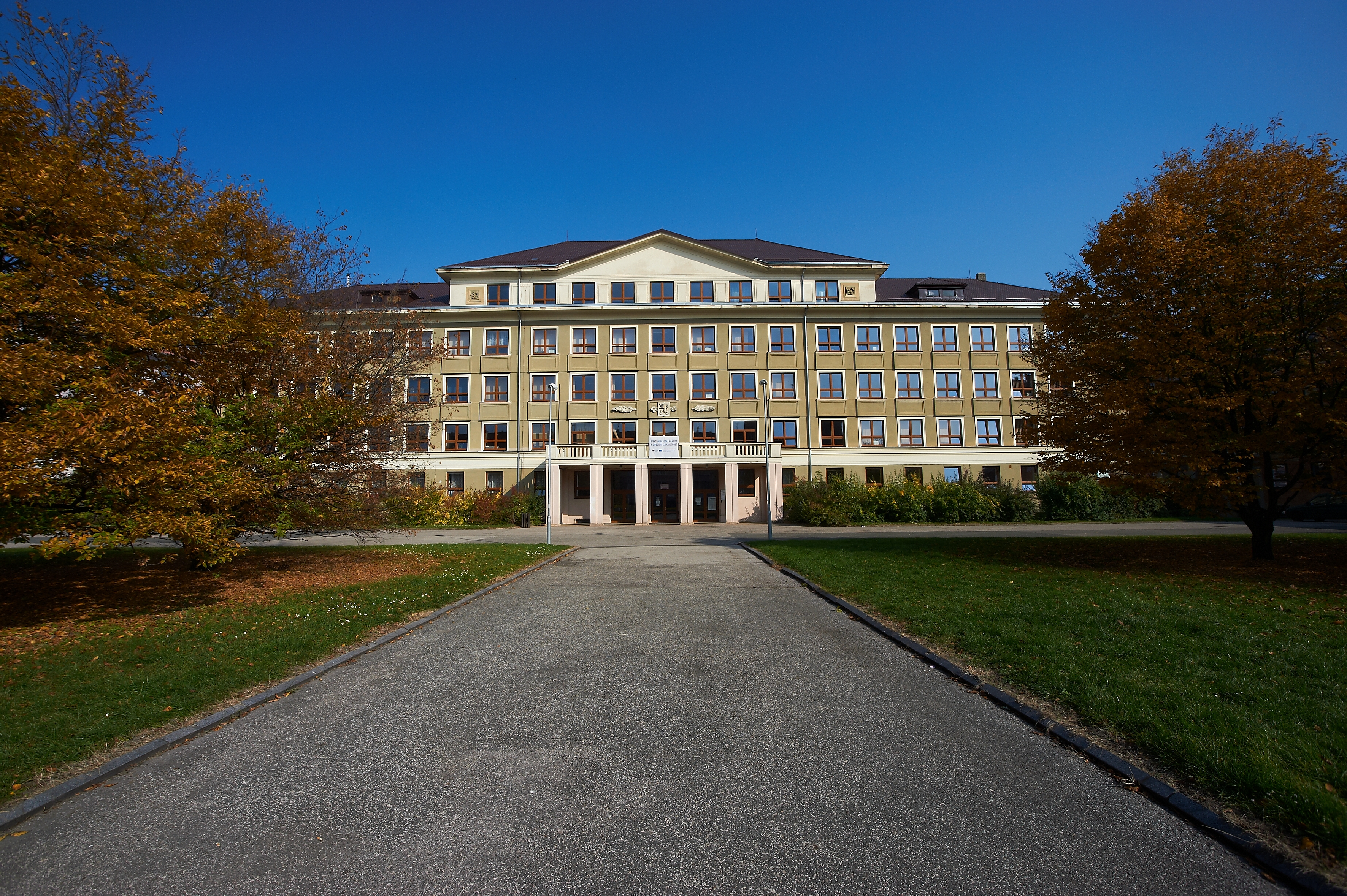
SPŠS a OA Kladno

V Kladně se nachází dvacet škol základních, třináct středních, z toho dvě gymnázia, tři vyšší odborné a jedna vysoká škola. V Kladně má totiž sídlo Fakulta biomedicínského inženýrství Českého vysokého učení technického v Praze (sídlo na náměstí Sítná). Vyučuje zde obory Biomedicínská a klinická technika, Specializace ve zdravotnictví (optometrie, fyzioterapie ad.) a Ochrana obyvatelstva.

### Sport

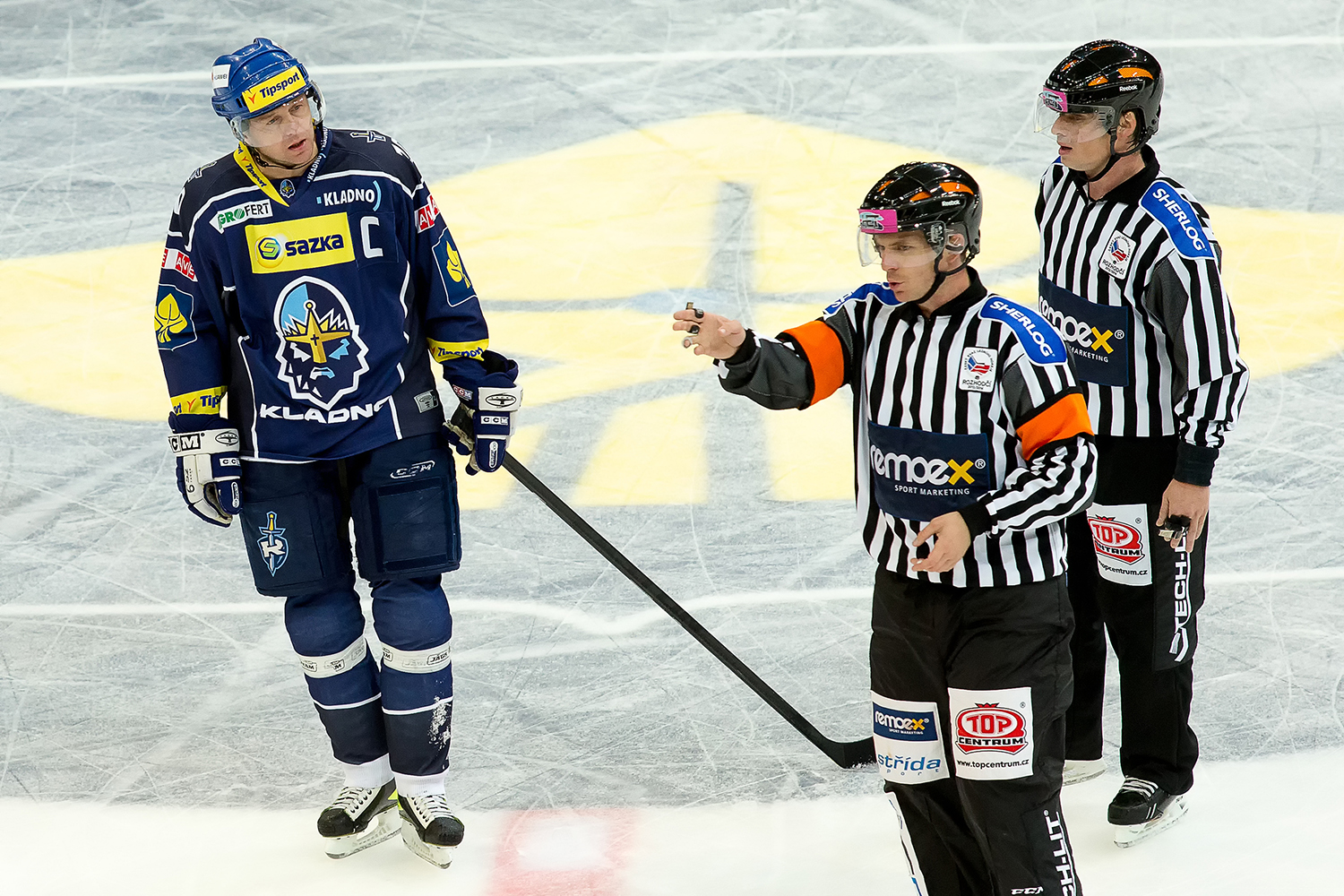
Pavel Patera v dresu Rytířů

Nejúspěšnějším kladenským sportovním oddílem je hokejový klub Rytíři Kladno. Má na svém kontě šest mistrovských titulů získaných v československé lize (1958/59, 1974/75, 1975/76, 1976/77, 1977/78, 1979/80). Tu hrál od roku 1951. Především 70. léta 20. století byla zlatou érou kladenského hokeje, tehdy klub nesl názvy SONP a Poldi. V České hokejové extralize se klubu dařilo již méně, jediné medailové umístění pochází z hned jejího prvního ročníku 1993/94, kdy Kladeňáci skončili třetí. V letech 2014-2019 se klub na delší čas uhnízdil ve druhé nejvyšší soutěži, ale od sezóny 2021/22 se znovu drží mezi elitou. K legendám kladenského hokeje patří Jaroslav Volf, Jaroslav Jiřík, František Pospíšil, Milan Nový, František Kaberle, Eduard Novák, Miloslav Hořava, Michal Pivoňka, Vladimír Kameš, Jaromír Jágr (dnes majitel klubu), Otakar Vejvoda, Milan Hnilička, Tomáš Kaberle, Pavel Patera, Martin Procházka, František Kaberle ml., Patrik Eliáš, Jakub Voráček nebo Tomáš Plekanec. Domácím stánkem klubu je ČEZ stadion Kladno postavený v roce 1959. Po rekonstrukci v půlmiliardové hodnotě by měl být pro Rytíře znovu k dispozici od podzimu 2022.

Mistrovské tituly však Kladnu zajistili i volejbalisté, byť nemají tak dlouho tradici. Mezi českou špičku se mužský tým Kladno Volejbal dostal zakoupením licence Odolene Vody (sedminásobného mistra republiky) roku 2004. Již v roce 2005 Kladno vyhrálo nejvyšší soutěž a roku 2010 tento úspěch zopakovalo. Krom toho čtyřikrát bralo ligové stříbro a jednou bronz. V nejvyšší soutěži působí dosud. Své domácí zápasy klub hraje v Kladenské sportovní hale (Sportovců 817) v Rozdělově. 

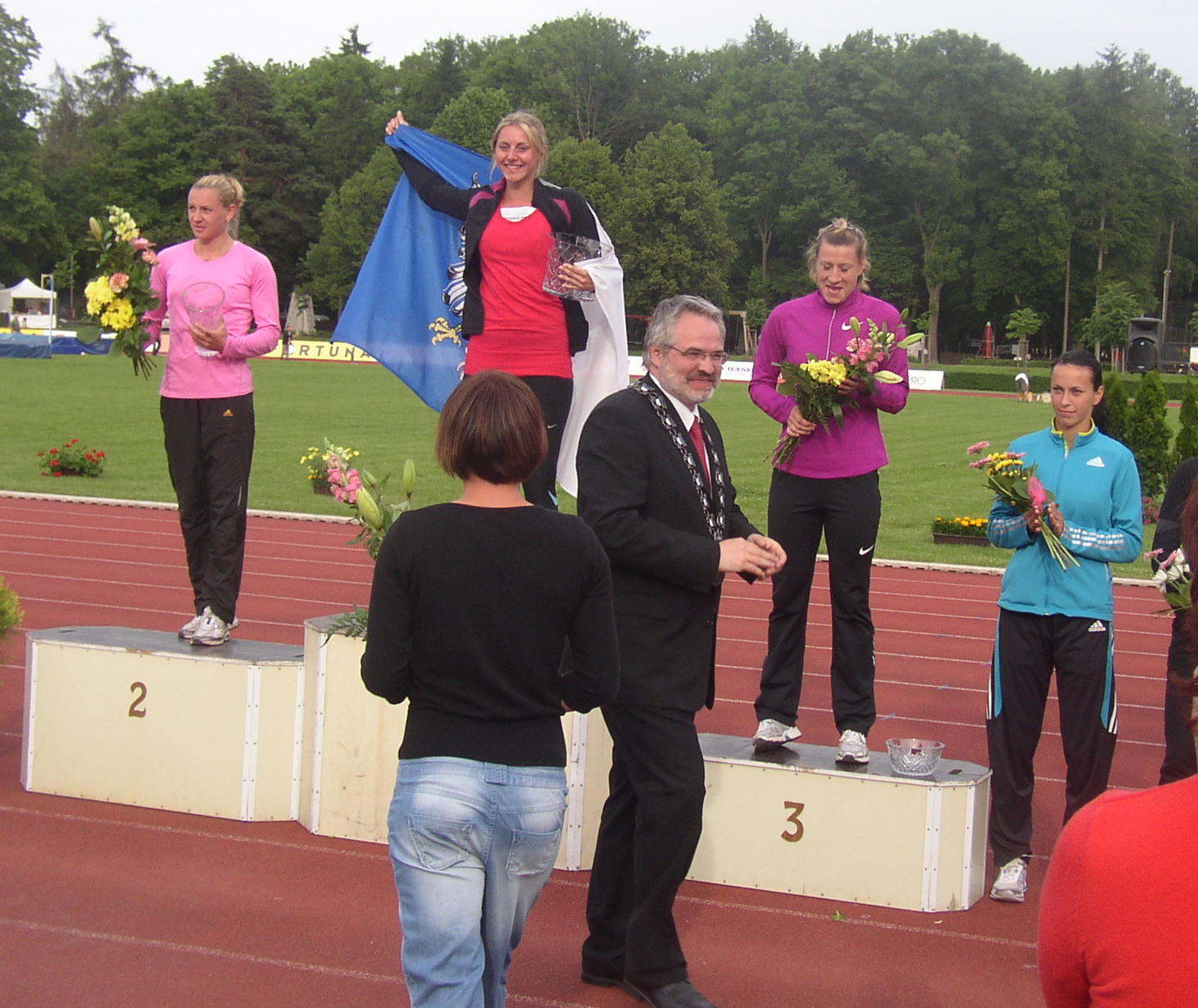
Primátor Dan Jiránek dekoruje nejlepší sedmibojařky při kladenském mítinku 2010. Na nejvyšším stupni stojí s vlajkou města závodnice domácího oddílu AC Tepo Kladno Eliška Klučinová, která právě docílila národního rekordu

Ta je součástí rozsáhlého areálu nazvaného Sportovní areály města Kladna. K nim náleží i Aquapark Kladno, Letní koupaliště u Sletiště, Turistická ubytovna, Trampolínový park a Městský stadion Sletiště, který v minulosti hostil několik mistrovství České republiky v desetiboji a atletických mítinků. Od roku 2007 se zde každoročně pořádá vícebojařský TNT Express Meeting. 
Florbalový tým Kanonýři Kladno hraje Superligu florbalu. Své domácí zápasy hraje ve Sportovní hale BIOS Kladno s kapacitou 500 diváků.

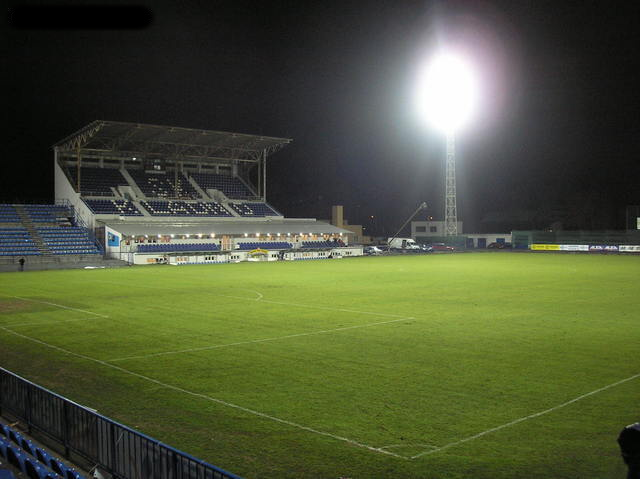
Stadion Františka Kloze

Velkou tradici má ve městě také fotbal. Nejtradičnější klub SK Kladno byl založen již roku 1903. Ve třetím historiky uznaném českém mistrovství (Mistrovství Českého svazu fotbalového 1919) skončil na druhém místě. V roce 1925 se stal prvním prvoligovým klubem mimo Prahu. V sezónách 1933/34 a 1946/47 skončil na třetím místě. Tehdy patřil k české špičce. Dvakrát hrál čtvrtfinále Středoevropského poháru (1934, 1938), nejprestižnější evropské klubové soutěže té doby. Jeho kanonýr František Kloz byl celostátní hvězdou, navíc položil život za vlast v odboji na konci druhé světové války. Jeho jméno nese i stadion, na němž klub dodnes hraje: Stadion Františka Kloze. V roce 1947 ránu kladenskému fotbalu uštědřila korupční aféra, za niž byl klub potrestán nuceným sestupem. Avšak vyšplhal se znovu vzhůru a ještě do poloviny 60. letech patřil k pravidelným účastníkům nejvyšší soutěže. Hvězdou té doby byl především útočník Josef Kadraba, vicemistr světa z roku 1962. Od sestupu roku 1965 se však v éře Československa do nejvyšší ligy podívali Kladeňáci již jen na jednu sezónu (1969/70). V devadesátých letech 20. století tým padl až do divize, nicméně podařil se pozoruhodný restart a v roce 2006 se Kladno probojovalo do nejvyšší české soutěže. Strávilo v ní čtyři ročníky (nejlepším umístěním jedenácté místo). Ligová účast však klub ekonomicky vycucala a po sestupu přišel rychlý pád znovu až do divize. K odchovancům klubu patří například vicemistr Evropy z roku 1996 Jan Suchopárek. 
Na svou tradici jsou ovšem hrdé i některé menší fotbalové kluby ve městě, například SK Kročehlavy, známé svou "kročehlavskou líhní talentů". Klub se může pochlubit slavnými odchovanci, kteří obvykle mířili do pražské Sparty: Václav Brabec-Baron, Jaroslav Burgr, Josef Košťálek, Karel Kolský, Josef Sedláček, Antonín Carvan nebo Václav Horák. Mezi další menší fotbalové kluby patří SK Slovan Dubí, FC Slavoj Kladno, FK Slovan Kladno, FK Sparta Doly Kladno, TJ Baník Švermov nebo TJ Novoměstský Kladno.
Město též registruje skoro tři desítky sportovních klubů: aerobic, alkampf – jitsu, atletika, badminton, basketbal, baseball, bojové sporty, curling, cyklistika, florbal, fotbal, futsal, hokejbal, jiu-jitsu, judo, kanoistika, karate, kick – box, krasobruslení, plavání záchranářů, squash, sportovní plavání, stolní tenis, tenis, tanec, volejbal a všeobecné plavání dětí od 7 do 11 let. Krom toho jsou k dispozici některé sportovní haly (např. badminton na Sítné) a hřiště ve vlastnictví škol a soukromníků a jsou zde i další sportovní kluby.

### Další sportoviště
- Letní koupaliště Bažantnice
- Krytý bazén při ZŠ v Norské ulici v Kladně
- Sportovní hala BIOS

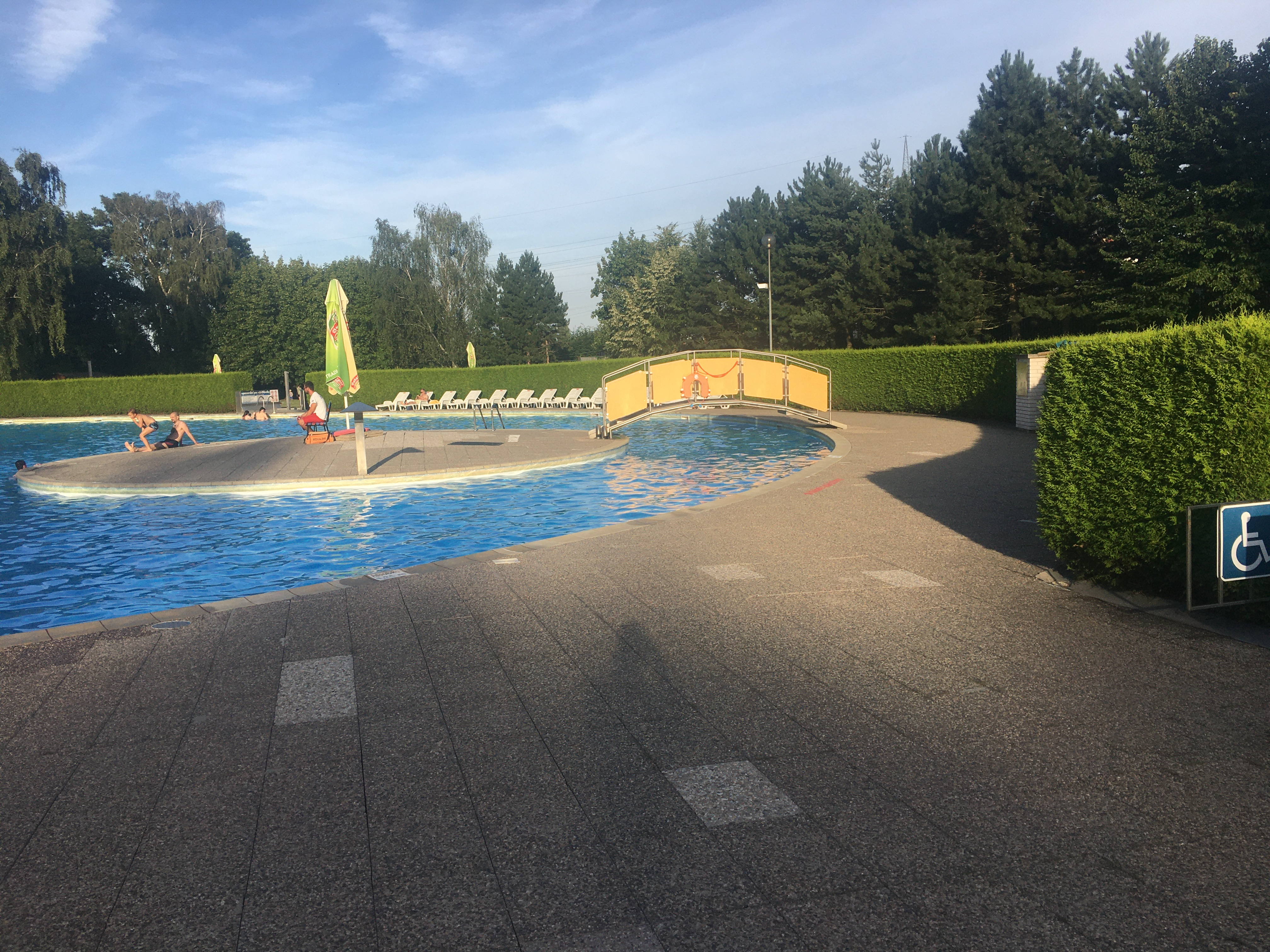
Letní koupaliště Bažantnice

- Přetlaková sportovní hala při ZŠ v Brjanské ulici v Kladně
- In-line dráha
- Městská hokejbalová aréna
- Víceúčelový sportovní areál
- Finská sauna
- Tenisové kurty SK
- Lanový park
- Bowlingové centrum (OC Central Kladno)

## Kultura
- Městské divadlo Kladno
- Divadlo Lampion
- Sládečkovo vlastivědné muzeum v Kladně
- Zámecká galerie města Kladna
- Muzeum věžáků

## Doprava

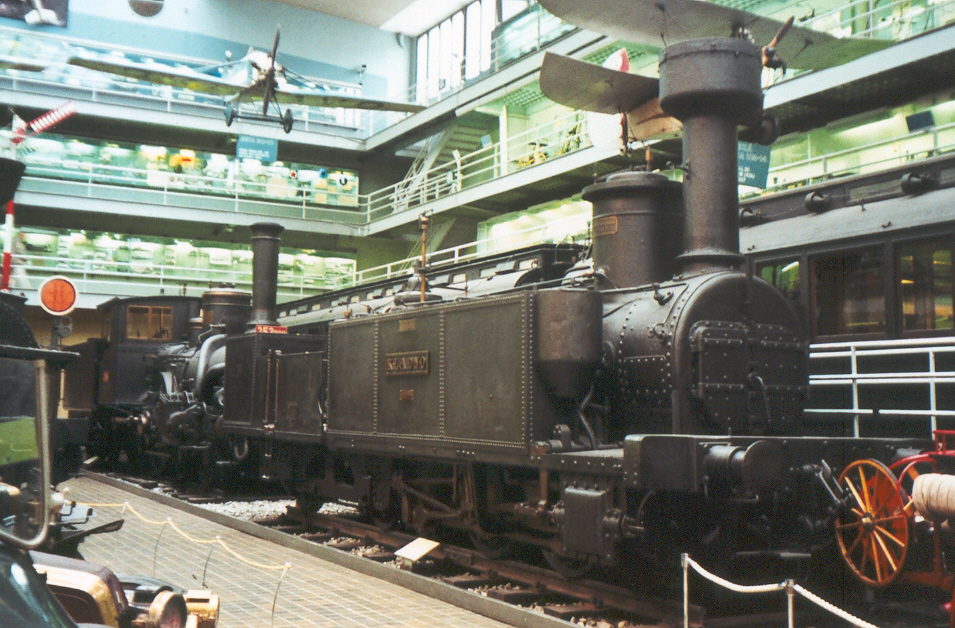
Lokomotiva Kladno, která jezdila na Buštěhradské dráze, je nyní v Národním technickém muzeu v Praze.

Kladno ve středu Čech má dobré dopravní spojení, a to silniční, železniční i letecké. V bezprostřední blízkosti Kladna vedou důležité dálnice D6 z Prahy do Karlových Varů a D7 spojující Prahu a Chomutov. Městem prochází železniční trať z Prahy do Rakovníka a z Kladna do Kralup nad Vltavou. Kladno je zahrnuto do pražského systému příměstské železnice Esko. Mezinárodní letiště Václava Havla je od Kladna vzdáleno 16 km a vnitrostátní letiště Kladno u obce Velká Dobrá je vzdáleno 3 km.

### Silniční doprava
Kladno protíná silnice I/61, která spojuje město s dálnicemi D7 Praha – Slaný – Louny – Chomutov a D6 Praha – Nové Strašecí – Karlovy Vary – Cheb. Městem vedou silnice II/118 v úseku Beroun – Kladno – Slaný a silnice II/101 v úseku Kladno – Kralupy nad Vltavou – Neratovice. Silnice II/238 spojuje Kladno s Kamennými Žehrovicemi.

### Železniční doprava
Město leží na železniční trati 120 vedoucí z Prahy do Rakovníka. V Kladně z ní odbočuje železniční trať 093 do Kralup nad Vltavou. V přípravě je rekonstrukce trati Praha – Kladno. Trať bude elektrifikována a zdvoukolejněna. Modernizací též projdou stanice i zastávky.
Železniční trať Praha–Rakovník je jednokolejná celostátní trať. Doprava na ní byla v oblasti Kladna zahájena roku 1863 (z Prahy do Kladna) a roku 1869 (z Kladna do Stochova) na bývalé Buštěhradské dráze. Po trati vede linka S5 (Praha–Kladno) a R24 (Praha–Kladno–Rakovník) v rámci pražského systému Esko. Přepravní zatížení tratě směrem na Prahu v pracovních dnech roku 2011 činilo obousměrně osm rychlíků, jedenáct spěšných vlaků a 21 osobních vlaků, ve směru do Rakovníka sedm rychlíků, jeden spěšný vlak a deset osobních vlaků. Na území města leží odbočná stanice Kladno a mezilehlá železniční zastávka Kladno-Rozdělov.
Železniční trať Kladno – Kralupy nad Vltavou je jednokolejná celostátní trať. Doprava na ní byla zahájena roku 1855. Na území města se vyskytují odbočná železniční stanice Kladno, zastávka Kladno město, stanice Kladno-Ostrovec, zastávka Kladno-Švermov, stanice Kladno-Dubí a zastávka Kladno-Vrapice. Přepravní zatížení tratě v pracovních dnech roku 2011 činilo obousměrně patnáct osobních vlaků. Na úseku z Kladna do stanice Ostrovec jezdily navíc i přímé vlaky z Prahy, v tomto úseku jezdilo denně devět spěšných vlaků a 32 osobních vlaků.
V minulosti ze stanice Kladno-Dubí vedla i železniční trať do Zvoleněvse (na trati 110). Zrušená železniční trať byla jednokolejná lokální trať postavená Buštěhradskou drahou z Kladna-Dubí na Tuhaň, kde navazovaly vlečky na doly Mayrau a Ronna. Po zrušení vlečky Vinařice-Libušín byla postavena propojka Tuhaň-Vinařice. Veřejná osobní doprava byla provozována od roku 1945 do roku 1982. Po trati jezdilo jen 4 až 7 párů osobních vlaků denně. Úsek Kladno-Dubí - Mayrau (skanzen) byl v roce 2014 částečně obnoven a je pojížděn příležitostnými zážitkovými vlaky.

### Letecká doprava
Přibližně dvanáct kilometrů jihovýchodně od Kladna se nachází Letiště Václava Havla Praha. Severovýchodně od obce Velká Dobrá a přibližně tři kilometry jižně od Kladna se nachází veřejné vnitrostátní Letiště Kladno.

## Pamětihodnosti

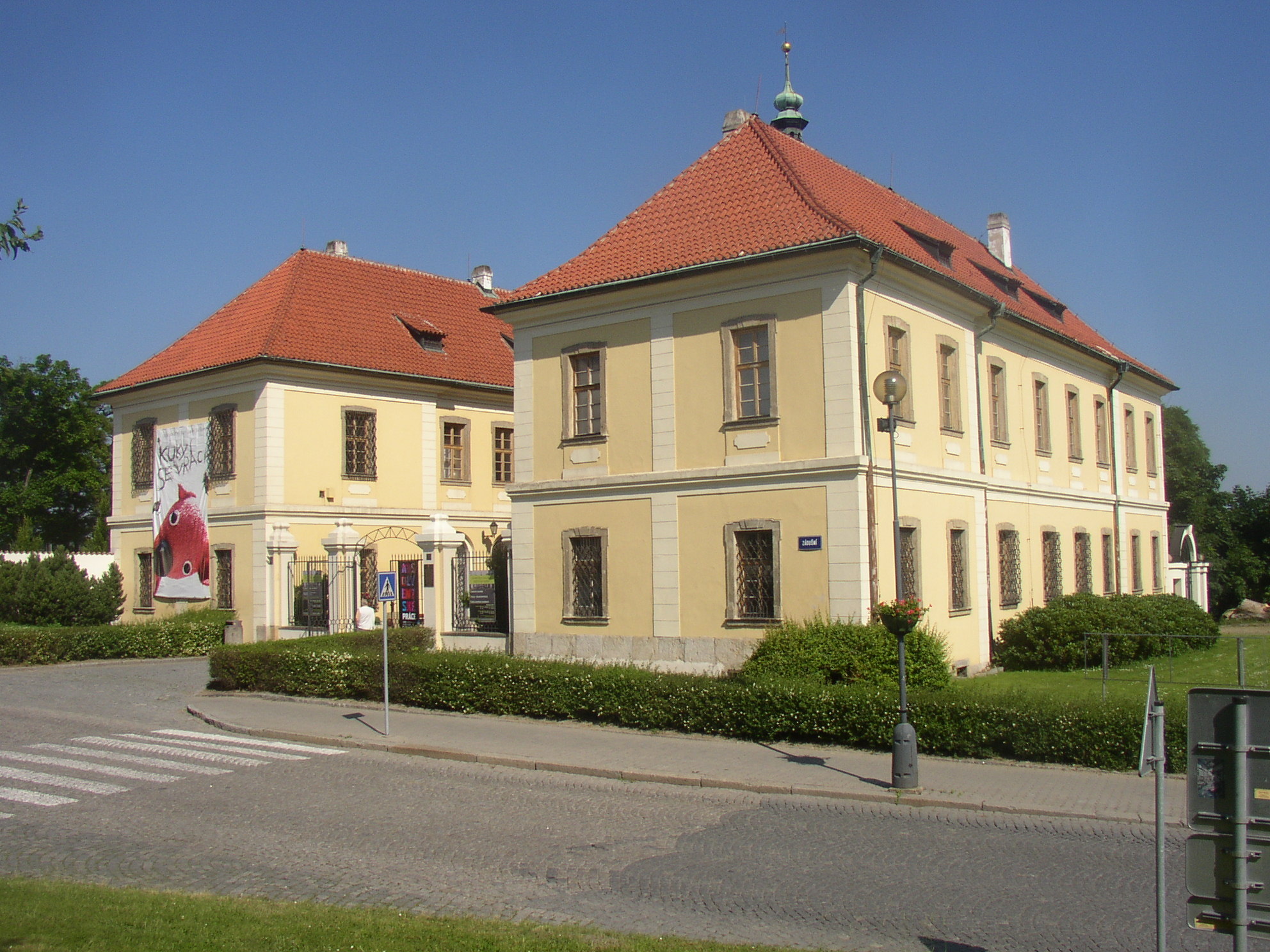
Kladenský zámek, v jádru renesanční, dostal barokní podobu během první poloviny 18. století; dnes sídlo galerie a městské knihovny

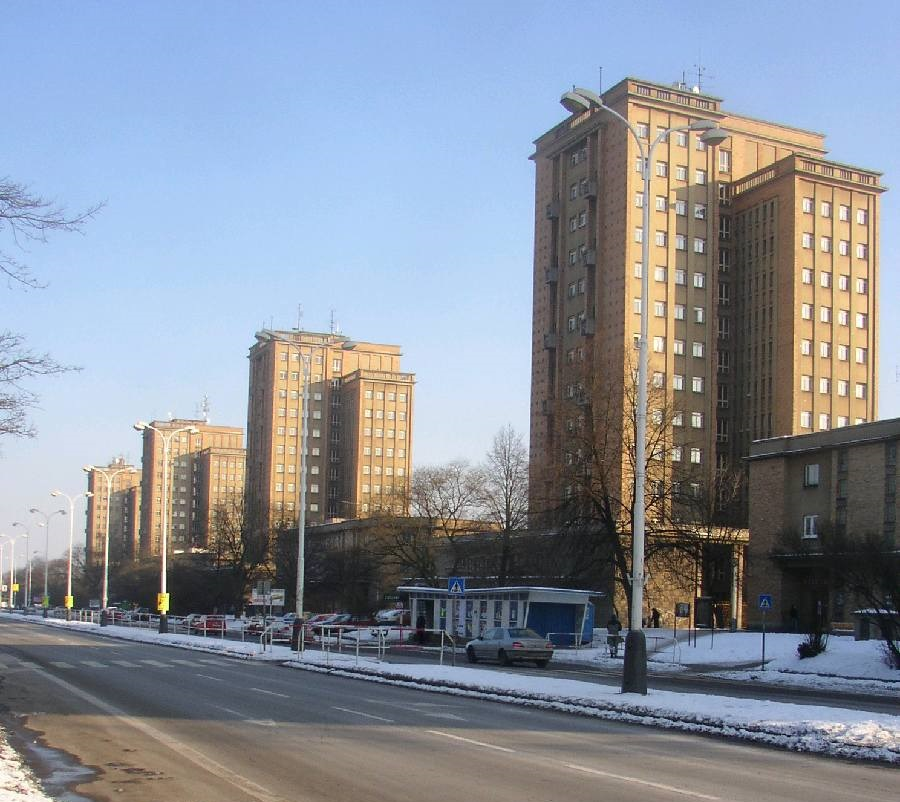
Rozdělovské věžáky, šestice výškových domů z padesátých let 20. století ve stylu socialistického realismu podle návrhu Josefa Havlíčka

- Zámek z doby kolem 1740 leží severně od náměstí Starosty Pavla. Barokní trojkřídlá budova s využitím starší budovy (východní křídlo) s věžičkou, snad podle návrhu Kiliána Ignáce Dienzenhofera. V západním křídle je oválná kaple sv. Vavřince, v přízemí náhrobní kameny ze 16. století ze staršího kostela. V patře kachlová kamna z 18. století. Dnes sídlo městské galerie. Od roku 2019 zde sídlí také Kabinet fotografie v Galerii Kladenského zámku. Za zámkem je park obehnaný zdí.
- Kaple svatého Floriána na Floriánském náměstí z roku 1751 podle návrhu Kiliána Ignáce Dienzenhofera. Pozdně barokní centrální čtvercová stavba se čtyřmi apsidami, kopulí a dvěma na koso postavenými věžemi v jižním průčelí.
- Mariánský sloup z roku 1741 na Náměstí Starosty Pavla od Karla Josefa Hiernleho podle Dienzenhoferova návrhu.
- Bývalá synagoga z roku 1885, dnes kostel CČH v ulici plk. Stříbrného.
- Radnice na Náměstí Starosty Pavla z roku 1899 podle návrhu Jana Vejrycha s malbami Adolfa Liebschera na průčelí.
- Děkanství z roku 1806, prostá patrová budova s mansardovou střechou.
- Kostel Nanebevzetí Panny Marie, novorománský z roku 1900 podle návrhu Ludvíka Láblera.
- Bývalá lékárna U české koruny v ulici T. G. Masaryka, novorenesanční se sgrafity podle návrhu Mikoláše Alše.
- Dům a tiskárna Jaroslava Šnajdra, Kladno, Saskova ulice 1495, návrh arch. Jaroslav Rössler (architekt) (1911).
- Divadlo, budova z roku 1911 podle návrhu Jaroslava Rösslera.
- Secesní Okresní dům podle projektu architektů Josefa Maříka a Karla Šidlíka s přednáškovou síní z roku 1910, dnes sídlo Středočeské vědecké knihovny v Kladně.
- Rozdělovské věžáky, postavené v padesátých letech 20. století ve stylu socialistického realismu dle návrhu Josefa Havlíčka.
- Budova městské polikliniky
- Procházkova vila
- Vila Libochvíle čp. 1504

## Osobnosti

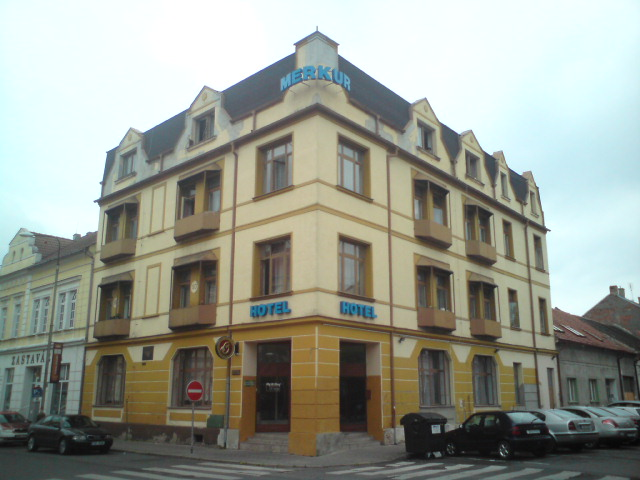
Rodný dům Cyrila Boudy v Kladně

- Antonín Čermák (1873–1933), americký podnikatel a politik, starosta Chicaga narozený v Kladně
- Jiří Dienstbier starší (1937–2011), novinář, disident, politik, ministr zahraničí
- Bohumil Hrabal (1914–1997), spisovatel, pracoval a inspiroval se v Kladně
- Jaromír Jágr (* 1972), hokejista
- MUDr. Jaromír Jiroutek (1901–1971), první dětský lékař v Kladně, zakladatel a primář dětského oddělení kladenské nemocnice
- František Kloz (1905–1945), fotbalista
- Vojtěch Lanna (1805–1866), průmyslník, loďmistr a stavitel
- Zdeněk Miler (1921–2011), režisér a výtvarník animovaných filmů pro děti
- Antonín Raymond (1888–1976), moderní architekt, stavěl v USA a Japonsku
- Tomáš Plekanec (* 1982), hokejista
- Jakub Voráček (* 1989), hokejista

## Partnerská města
Partnerskými městy Kladna jsou:
- Bellevue, USA
- Vitry-sur-Seine, Francie

Kladno také neformálně spolupracuje s městem Cáchy v Německu.

## Galerie

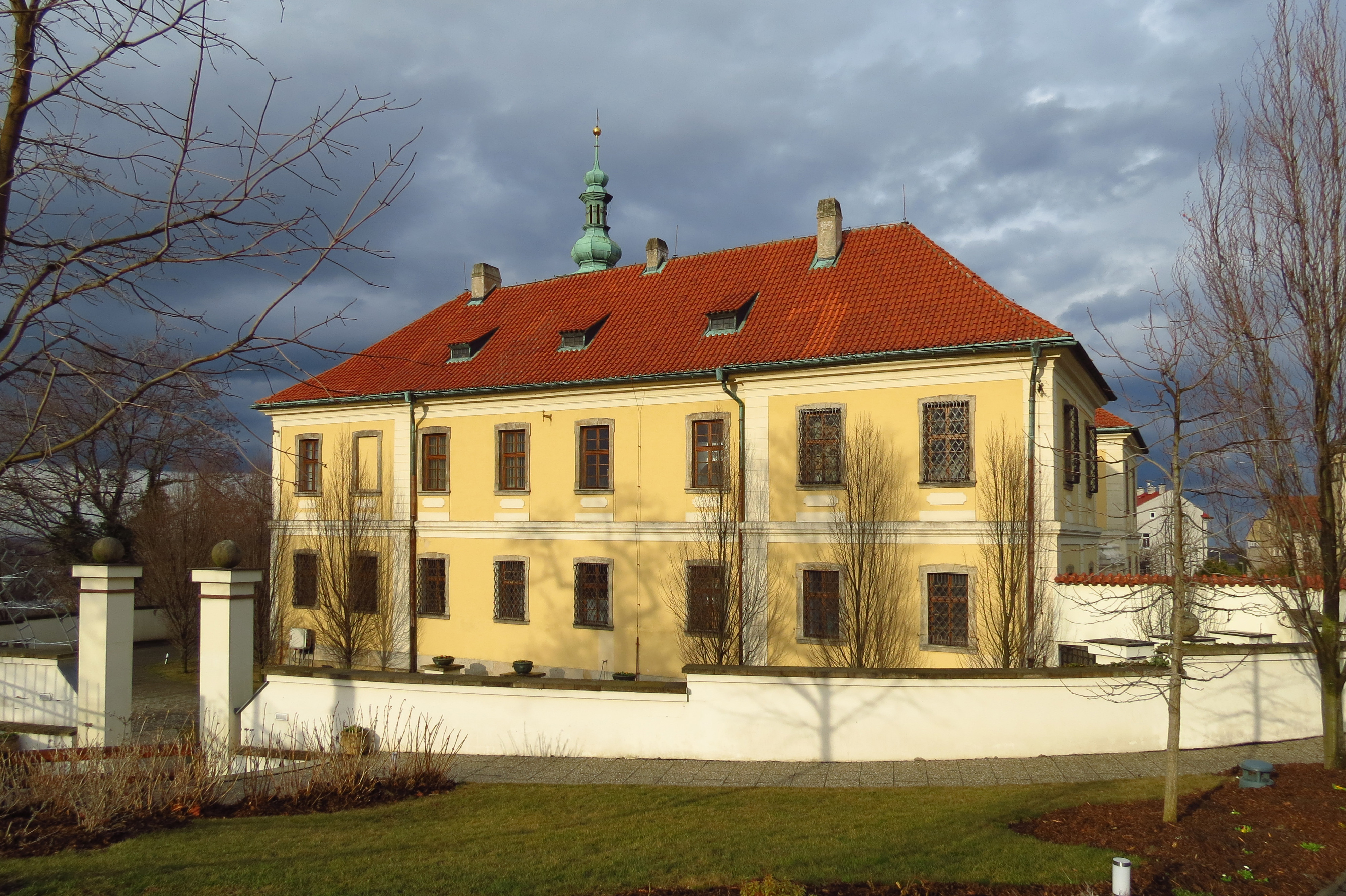
Zámek Kladno
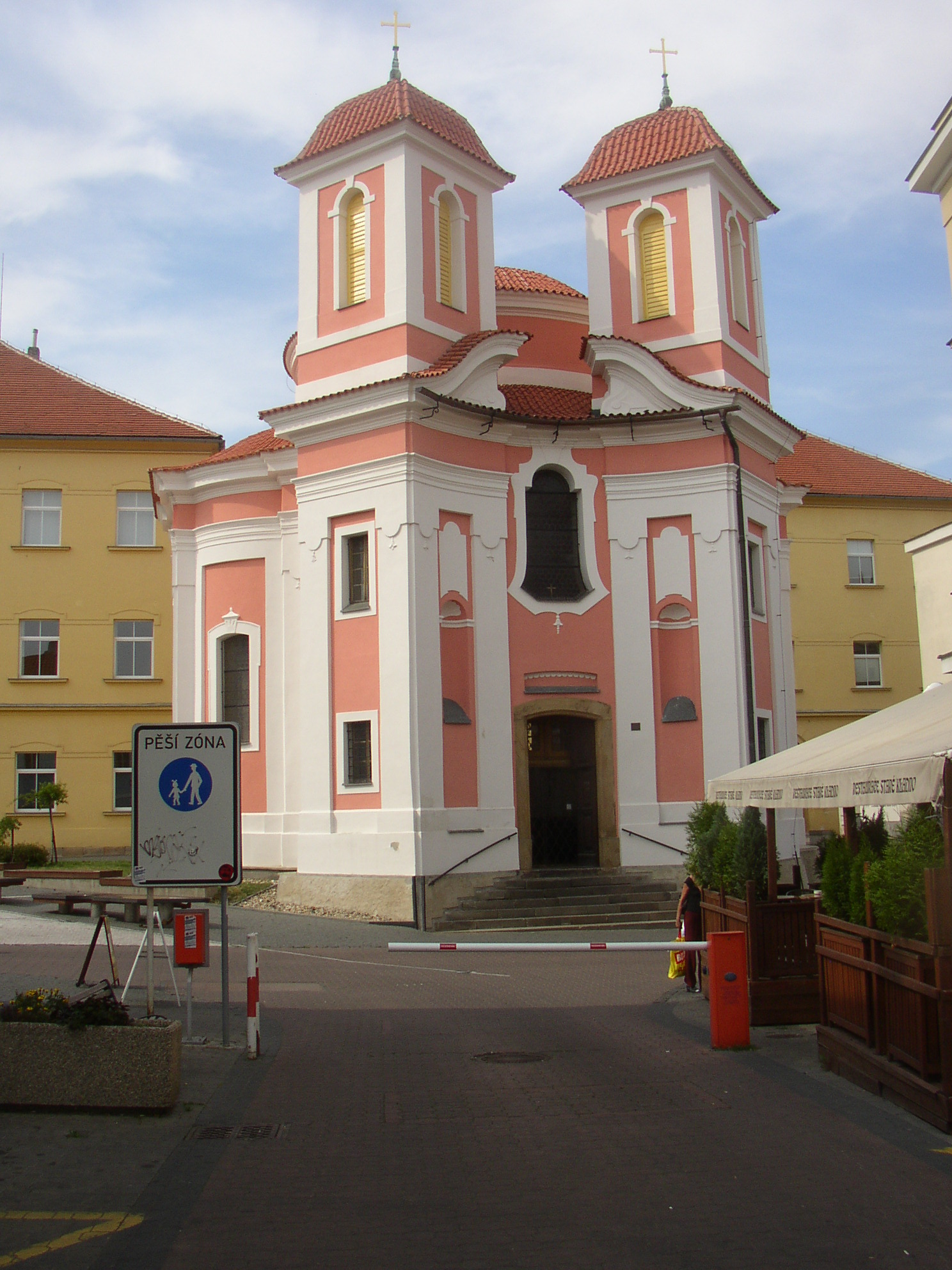
Floriánská kaple podle projektu K. I. Dientzenhofera
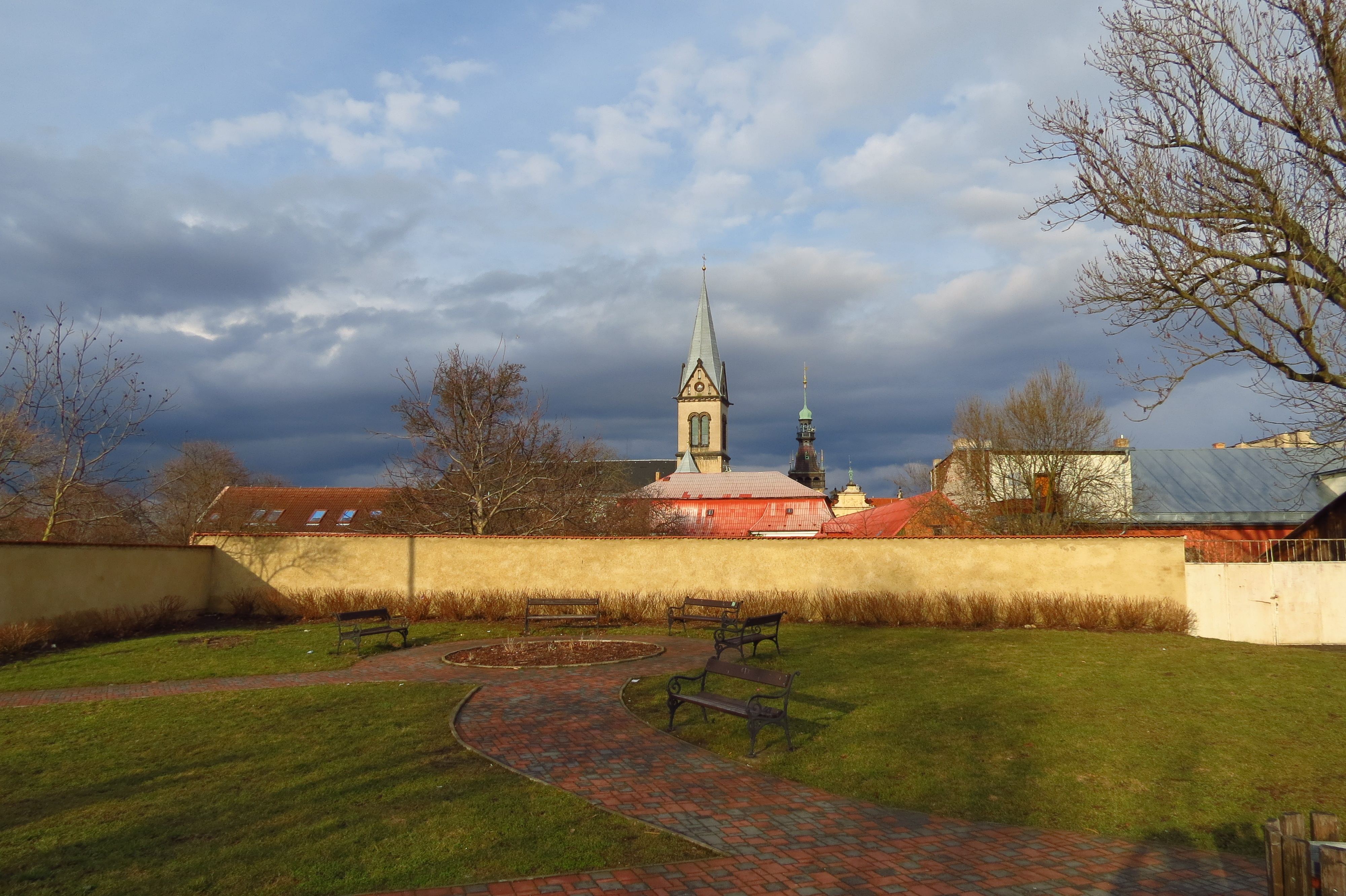
Pohled k chrámu Nanebevzetí P. Marie a k nové radnici
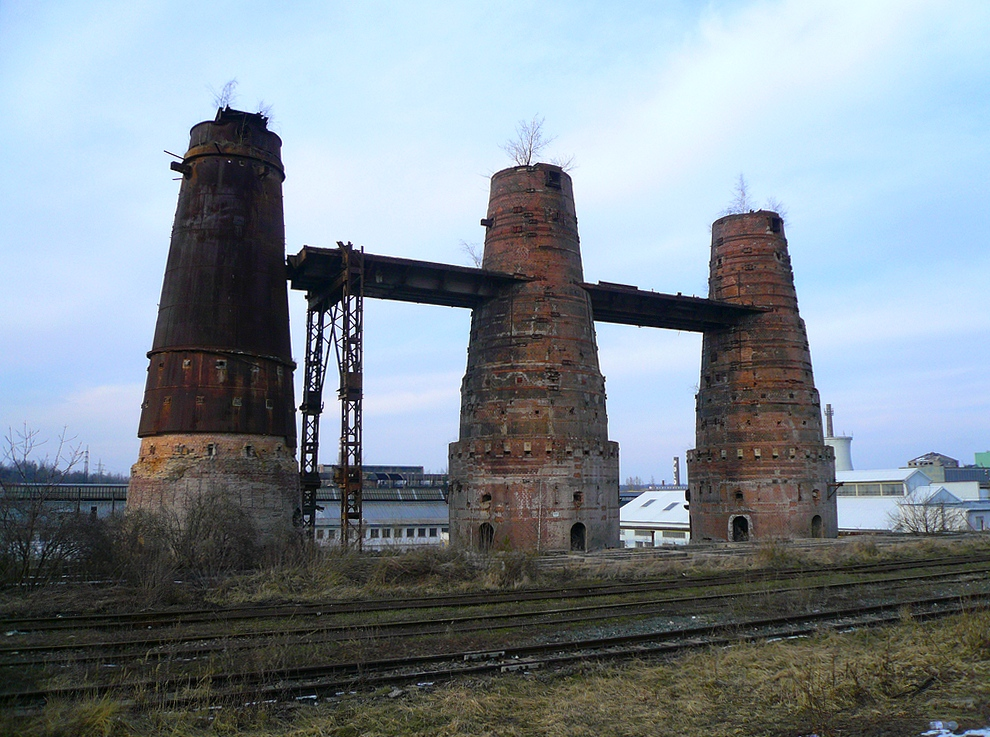
Vojtěšská huť – Koněv
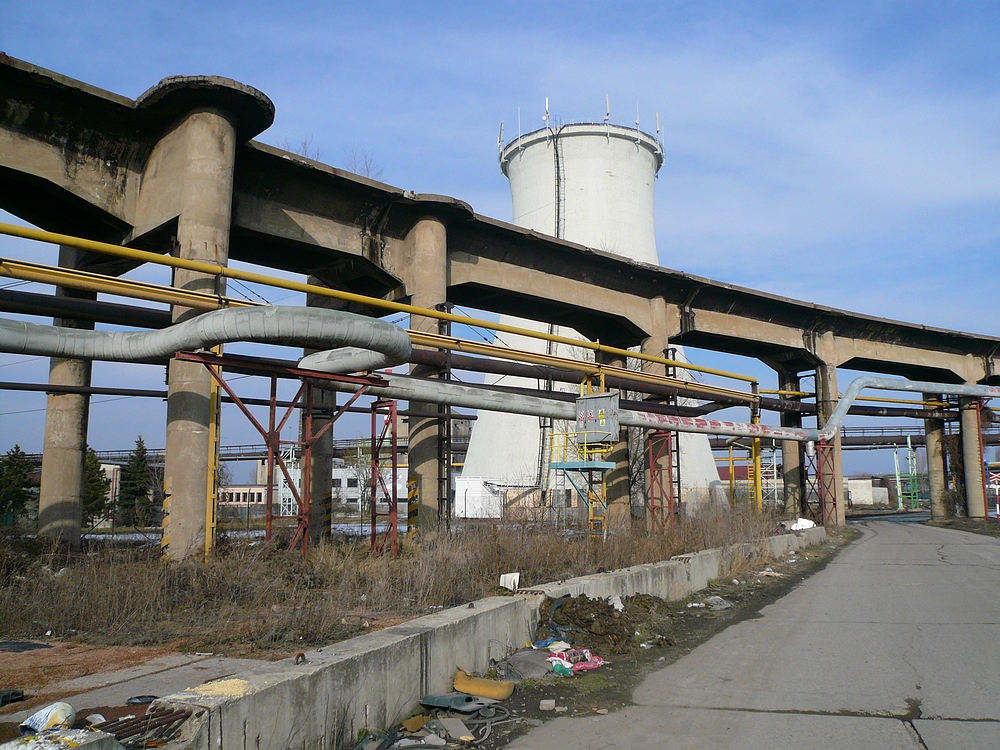
Průmyslová zóna
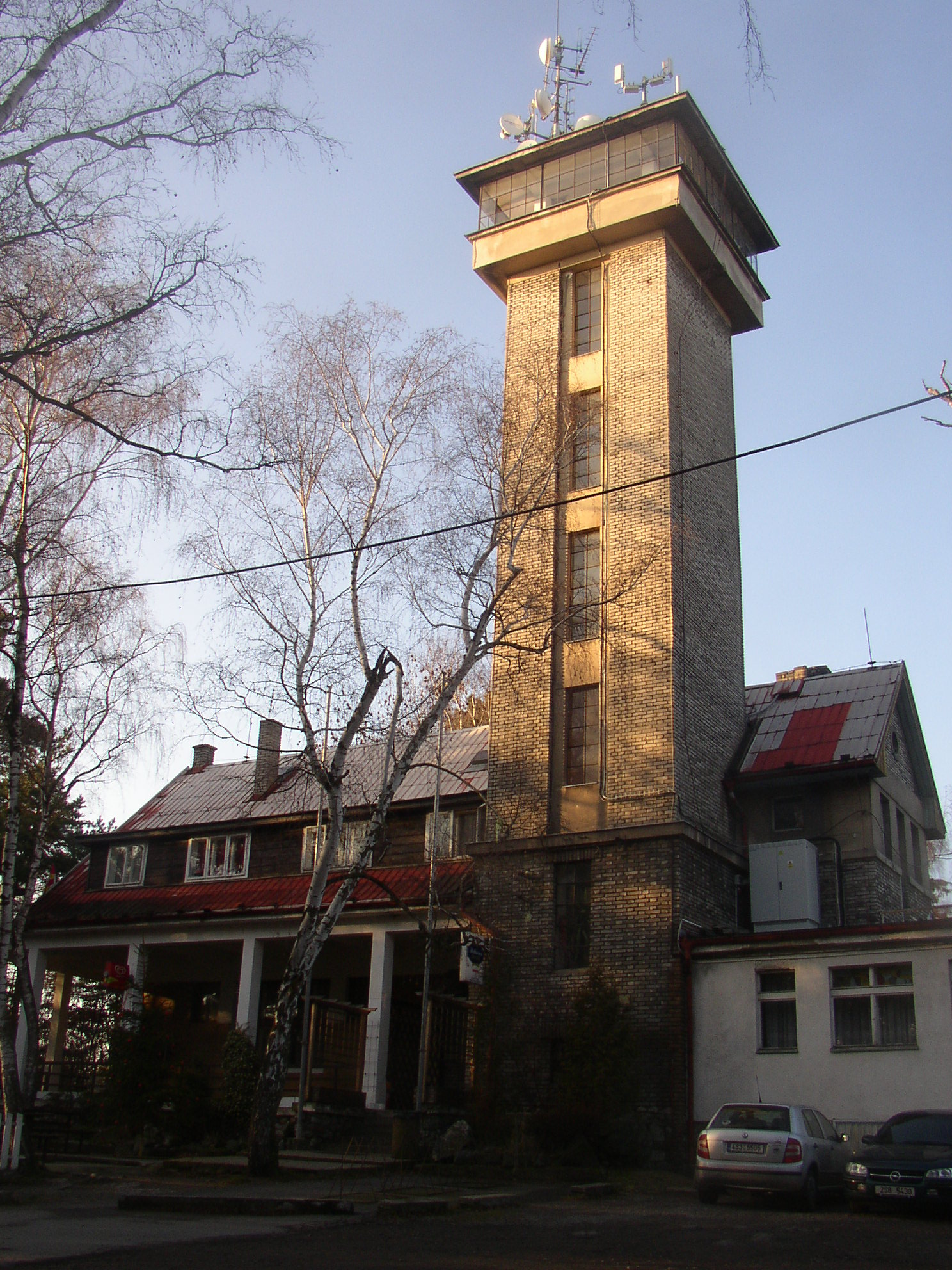
Restaurace a rozhledna na Kožové hoře
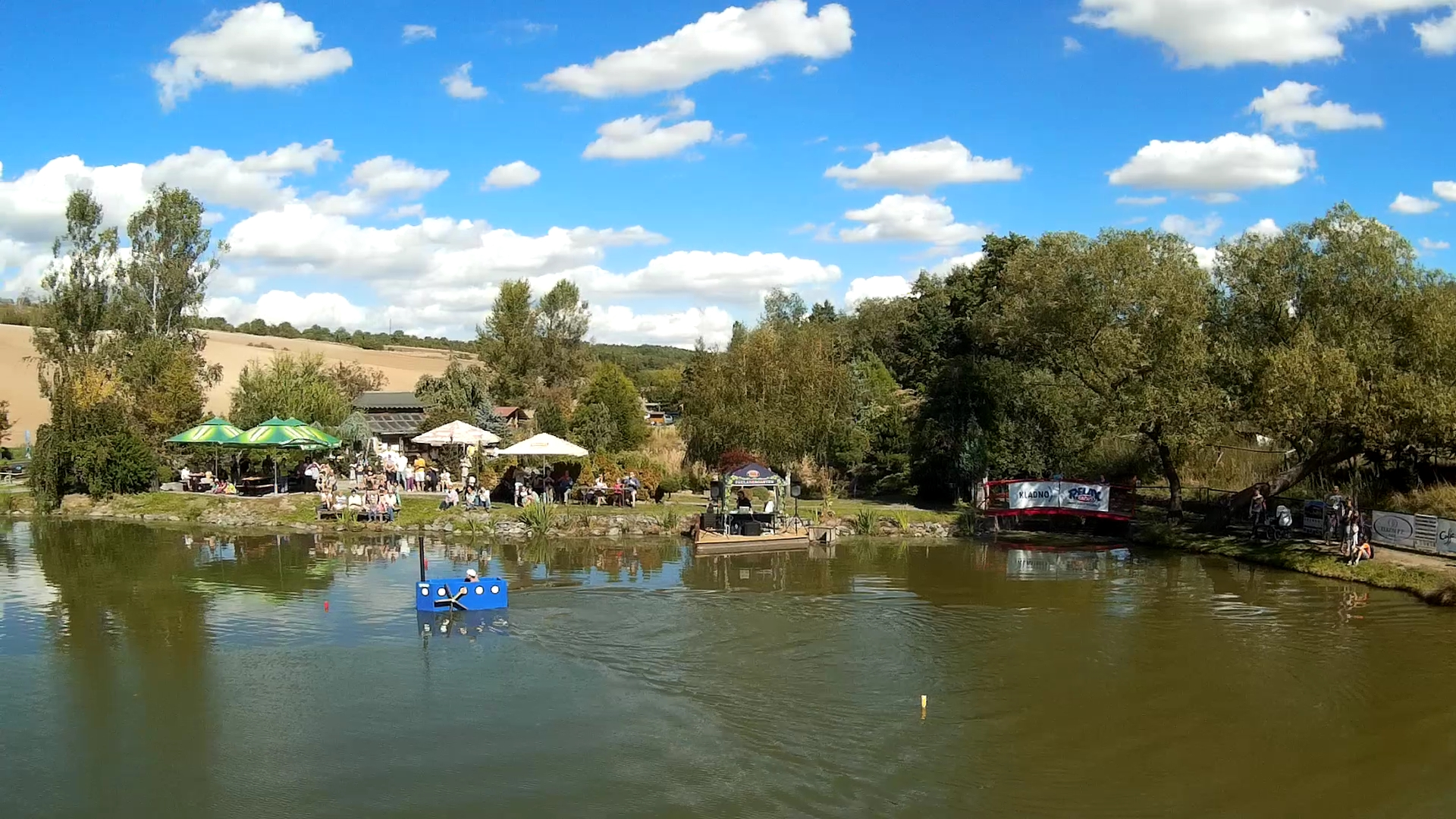
Vodní park Čabárna – přírodní ekosystém na Týneckém potoce
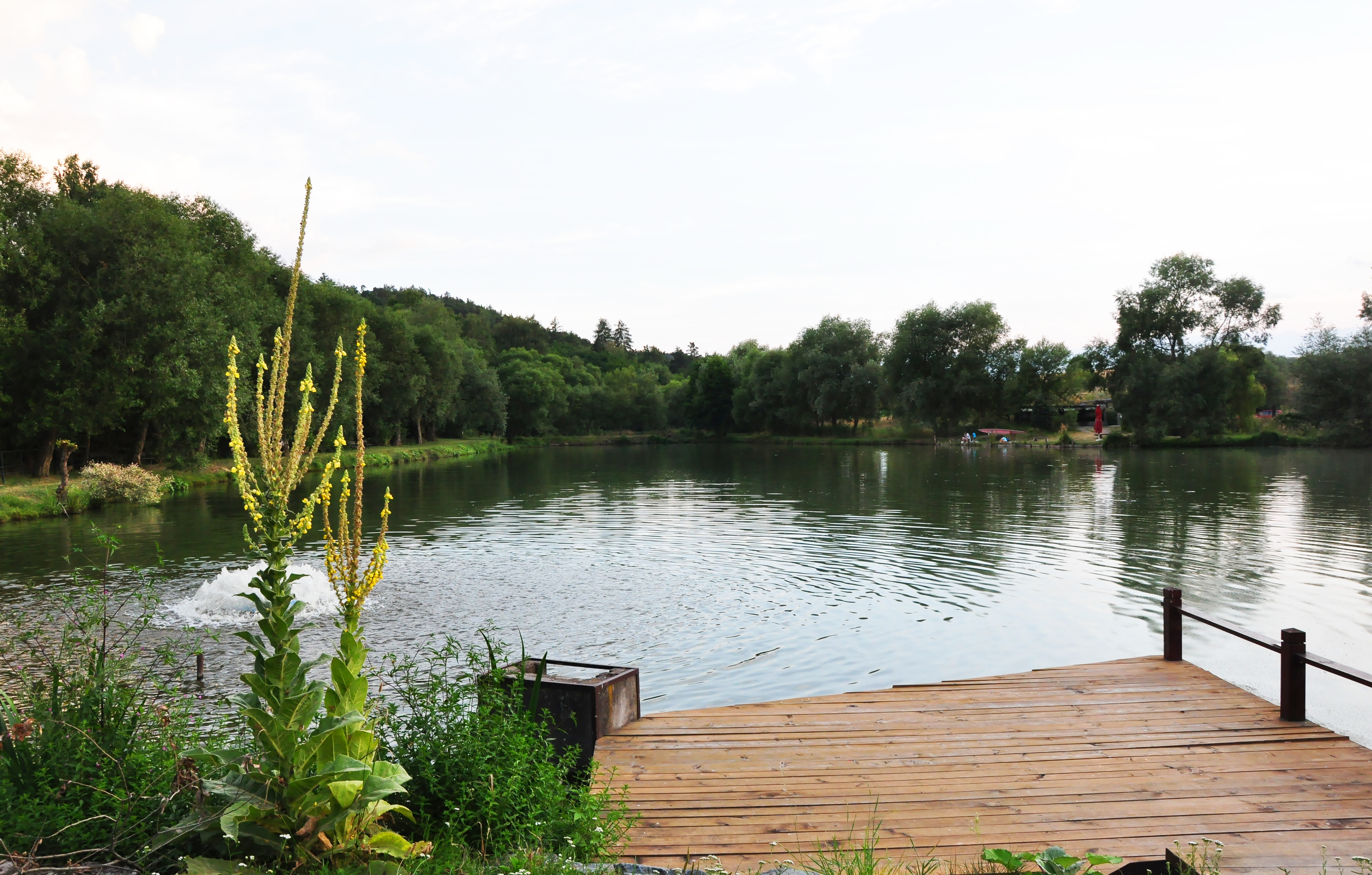
Vodní park Čabárna
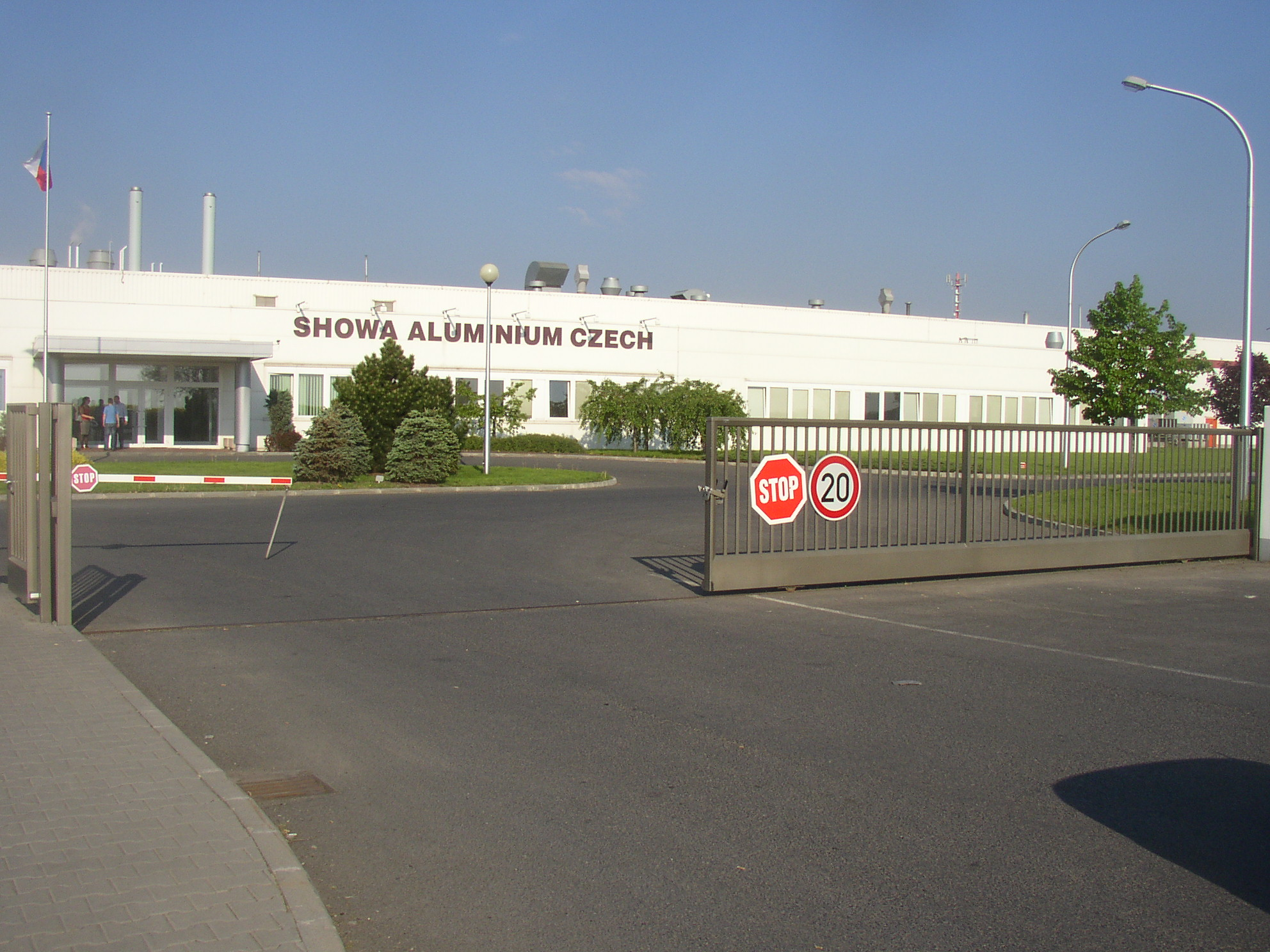
Továrna společnosti Showa Aluminium Czech v průmyslové zóně Kladno-jih
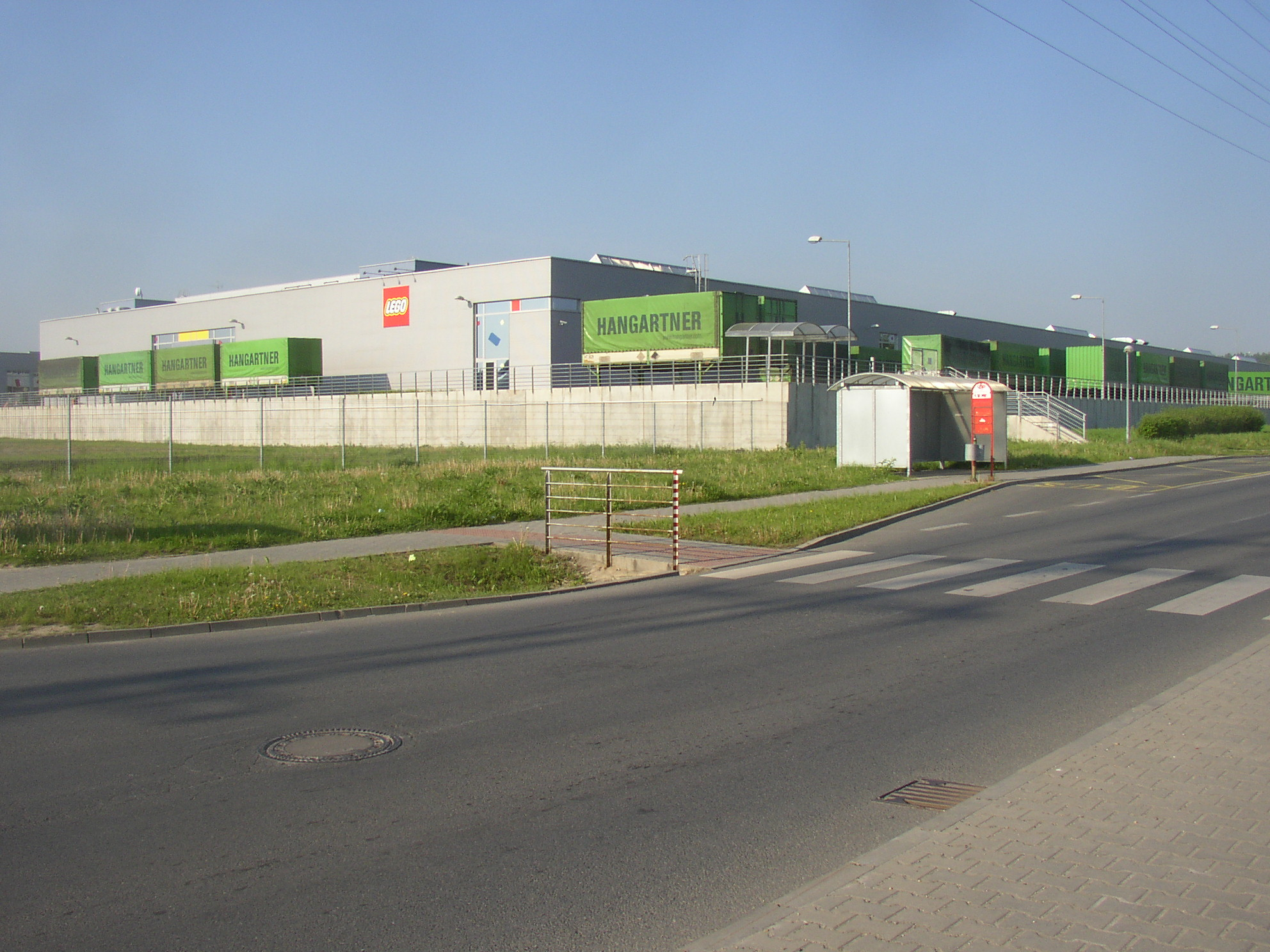
Továrna na hračky společnosti LEGO Group
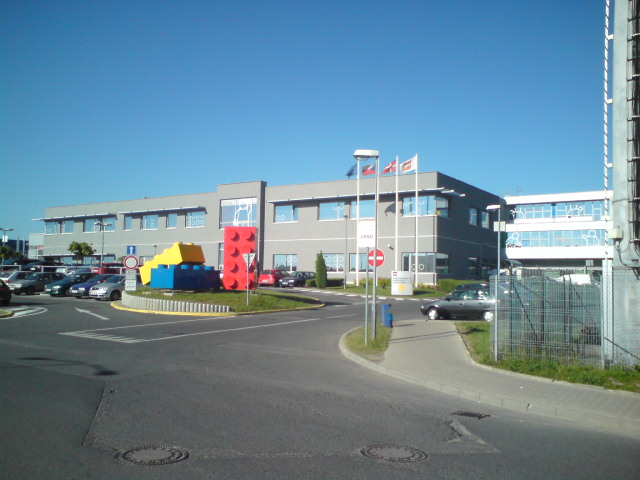
Výrobna Lega